# سری آ ۲۰–۲۰۱۹
سری آ ۲۰–۲۰۱۹ که ۱۱۸امین دوره از سطح اول فوتبال در ایتالیا، ۸۸امین دوره از این مسابقات در قالب رقابت‌های دوره‌ای و دهمین فصل از زمان تشکیل آن تحت نظارت کمیته اجرایی لیگ بود.
یوونتوس با پیروزی ۲ بر ۱ برابر سمپدوریا در ۲۶ ژوئیه ۲۰۲۰، از عنوان قهرمانی خود دفاع کرد.
در ابتدا این فصل قرار بود از ۲۴ اوت ۲۰۱۹ تا ۲۴ مه ۲۰۲۰ برگزار شود، با این حال، در ۹ مارس ۲۰۲۰، به دلیل شیوع کووید-۱۹ در ایتالیا، دولت این کشور لیگ را تا ۳ آوریل ۲۰۲۰ متوقف کرد. سری آ در این تاریخ بازی‌ها را از سر نگرفت، با استناد به اینکه فقط در صورتی که «شرایط سلامتی اجازه دهد»، لیگ ادامه پیدا می‌کند. در ۱۸ مه، اعلام شد که فوتبال ایتالیا تا ۱۴ ژوئن به حال تعلیق درآمده است. در ۲۸ مه، اعلام شد که سری آ از ۲۰ ژوئن از سر گرفته می‌شود.
پس از ۲۶ سال قرارداد بین دیادورا و انجمن داوران ایتالیا، اسپانسر لباس داوران مسابقه تغییر کرد و از این فصل لباس‌ها توسط لیجا تولید می‌شوند.

## اثرات کووید-۱۹ بر فصل
در ۲۲ فوریه ۲۰۲۰، جوزپه کونته؛ نخست وزیر ایتالیا، به دلیل شیوع کووید-۱۹ در کشور تمام مسابقات ورزشی در مناطق لمباردی و ونتو که شامل سه بازی از سری آ در آن مناطق و همچنین یک مسابقه در پیمونت که قرار بود روز بعد برگزار شود را به حال تعلیق درآورد. در هفته بعد، شش مسابقه‌ای که در ابتدا به دلیل ترس از شیوع ویروس قرار بود پشت درهای بسته انجام شود، همگی به طور کامل لغو شدند. در ۴ مارس، دولت مقرر کرد تا تمام مسابقات ورزشی در ایتالیا تا ۳ آوریل پشت درهای بسته و در غیاب تماشاگران انجام شود. اما در ۹ مارس، دولت حکم به عدم برگزاری همه مسابقات ورزشی در ایتالیا تا ۳ آوریل داد. سری آ در این تاریخ بازی‌های لیگ را از سر نگرفت، با استناد به اینکه فقط در صورتی که شرایط سلامت عمومی اجازه دهد از سر گرفته خواهد شد. در ۱۳ مه، اعلام شد که تمرینات تیمی در ۱۸ ماه مه از سر گرفته می‌شود، اما در ۱۸ مه اعلام شد که مسابقات فوتبال در ایتالیا تا ۱۴ ژوئن به حالت تعلیق درآمده است. در ۲۸ مه، وزیر ورزش ایتالیا وینچنزو اسپادافورا اعلام کرد که سری آ از ۲۰ ژوئن از سر گرفته می‌شود. برای شروع دوباره لیگ پروتکلی ایجاد شد که به موجب آن در صورت مثبت بودن تست کروناویروس یکی از اعضای باشگاه از بازیکنان یا کارکنان، کل تیم به مدت ۱۴ روز قرنطینه خواهد شد. در ۱۸ ژوئن، اسپادافورا قوانین مربوط به قرنطینه را تسهیل کرد و طبق آن تنها افرادی که جواب آزمایش آنها مثبت شود قرنطینه خواهند شد و نمونه‌گیری برای بقیه اعضای تیم افزایش می‌یابد و روز قبل از هر بازی یک آزمایش پاسخ سریع انجام می‌شود.

## اطلاعات تیم‌ها

### تغییرات تیم‌ها
در ۱۴ آوریل ۲۰۱۹، کیه وو پس از ۱۱ سال به سری بی سقوط کرد. به دنبال آن و در ۵ مه فروزینونه پس از یک سال حضور در دسته برتر فوتبال ایتالیا به سری بی بازگشت. در ۲۶ مه ۲۰۱۹، امپولی پس از تنها یک سال دوام در سری آ به عنوان آخرین تیم به دسته دوم سقوط کرد.
برشا و لچه تیم‌هایی بودند که مستقیماً از سری بی ۱۹-۲۰۱۸ صعود کردند؛ برشا در ۱ مه ۲۰۱۹، پس از ۸ سال غیبت با قهرمانی در سری بی و ۱۰ روز بعد از آن لچه با تثبیت جایگاه خود در رده دوم جدول سری بی، پس از ۷ سال به سری آ بازگشتند. در ۲ ژوئن هلاس ورونا پس از یک فصل حضور در سری بی با پیروزی در بازی‌های مرحله پلی آف، به جمع سه تیم صعودکننده پیوست.
| رتبه | سقوط از سری آ |
| ---- | ------------- |
| ۱۸.  | امپولی        |
| ۱۹.  | فروزینونه     |
| ۲۰.  | کیه‌وو ورونا   |

| رتبه  | صعود از سری بی |
| ----- | -------------- |
| ۱.    | برشا           |
| ۲.    | لچه            |
| صعود. | هلاس ورونا     |

### تعداد تیم‌ها براساس منطقه
| تعداد | ناحیه               | تیم(ها)                            |
| ----- | ------------------- | ---------------------------------- |
| ۴     | امیلیا-رومانیا      | بولونیا، پارما، ساسوئولو و اسپال   |
| ۴     | لمباردی             | آتالانتا، اینترمیلان، میلان و برشا |
| ۲     | لاتزیو              | لاتزیو ، رم                        |
| ۲     | پیمونت              | یوونتوس، تورینو                    |
| ۲     | لیگوریا             | جنوآ و سمپدوریا                    |
| ۱     | آپولیا              | لچه                                |
| ۱     | فریولی ونتزیا جولیا | اودینزه                            |
| ۱     | ساردینیا            | کالیاری                            |
| ۱     | توسکانی             | فیورنتینا                          |
| ۱     | ونتو                | هلاس ورونا                         |

### ورزشگاه و موقعیت تیم‌ها
| تیم        | موقعیت   | ورزشگاه                                          | ظرفیت  | عملکرد در ۱۹–۲۰۱۸   |
| ---------- | -------- | ------------------------------------------------ | ------ | ------------------- |
| آتالانتا   | برگامو   | ورزشگاه آتلتی آتزوری دایتالیا                    | ۲۱٬۳۰۰ | سوم در سری آ        |
| اسپال      | فرارا    | ورزشگاه پائولو مازا                              | ۱۶٬۱۳۴ | ۱۳ام در سری آ       |
| بولونیا    | بولونیا  | ورزشگاه رناتو دلارا                              | ۳۸٬۲۷۹ | ۱۰ام در سری آ       |
| کالیاری    | کالیاری  | ورزشگاه ساردینیا آرنا                            | ۱۶٬۲۳۳ | ۱۵ام در سری آ       |
| برشا       | برشا     | ورزشگاه ماریو ریگامونتی                          | ۱۹٬۵۰۰ | صعود از سری بی      |
| فیورنتینا  | فلورانس  | ورزشگاه آرتمیو فرانکی                            | ۴۳٬۱۴۷ | ۱۶ام در سری آ       |
| جنوآ       | جنوآ     | ورزشگاه لوئیجی فراری                             | ۳۶٬۶۰۰ | ۱۷ام در سری آ       |
| هلاس ورونا | ورونا    | ورزشگاه مارک آنتونیو بنتگودی                     | ۳۹٬۲۱۱ | صعود از سری بی      |
| اینترمیلان | میلان    | ورزشگاه سن سیرو                                  | ۷۵٬۹۲۳ | ۴ام در سری آ        |
| یوونتوس    | تورین    | ورزشگاه آلیانز                                   | ۴۱٬۵۰۷ | قهرمان سری آ        |
| لاتزیو     | رم       | ورزشگاه المپیک رم                                | ۷۰٬۶۳۴ | ۸ام در سری آ        |
| میلان      | میلان    | سن سیرو                                          | ۷۵٬۹۲۳ | ۵ام در سری آ        |
| ناپولی     | ناپل     | ورزشگاه سن پائولو                                | ۵۴٬۷۲۶ | نایب‌قهرمان در سری آ |
| پارما      | پارما    | ورزشگاه انیو تاردینی                             | ۲۷٬۹۰۶ | ۱۴ام در سری آ       |
| رم         | رم       | ورزشگاه المپیک                                   | ۷۰٬۶۳۴ | ۶ام در سری آ        |
| سمپدوریا   | جنوآ     | ورزشگاه لوئیجی فراریز                            | ۳۶٬۶۸۵ | ۹ام در سری آ        |
| ساسوئولو   | ساسوئولو | ورزشگاه ماپی – چیتا دل تریکولوره (رجو نل امیلیا) | ۲۱٬۵۸۴ | ۱۱ام در سری آ       |
| لچه        | لچه      | ورزشگاه ویا دل ماره                              | ۳۱٬۵۳۳ | صعود از سری بی      |
| تورینو     | تورین    | ورزشگاه المپیک تورین                             | ۲۷٬۹۵۸ | ۷ام در سری آ        |
| اودینزه    | اودین    | ورزشگاه فریولی                                   | ۲۵٬۱۴۴ | ۱۲ام در سری آ       |

### پرسنل و لباس تیم‌ها
| تیم        | سرمربی            | کاپیتان           | تولیدکننده      | حامی(ان) مالی              | حامی(ان) مالی       | حامی(ان) مالی          |
| تیم        | سرمربی            | کاپیتان           | تولیدکننده      | جلو لباس                   | پشت لباس            | آستین                  |
| ---------- | ----------------- | ----------------- | --------------- | -------------------------- | ------------------- | ---------------------- |
| آتالانتا   | جان پیرو گاسپرینی | پاپو گومز         | جوما            | Radici GroupU Power        | Gewiss              | Automha                |
| بولونیا    | سینیشا میهایلوویچ | آندره‌آ پولی       | ماکرون          | Liu·Jo                     | Illumia             | Lavoropiù              |
| برشا       | دیگو لوپز         | دانیله گاستالدلو  | کاپا            | UBI Banca                  | OMR Automotive      | نداشت                  |
| کالیاری    | والتر زنگا        | لوکا چپیتلی       | ماکرون          | Ichnusa                    | Nieddittas          | Arborea                |
| فیورنتینا  | جوزپه یاکینی      | خرمان پسلا        | لو کوک اسپورتیف | Mediacom                   | Prima.it            | Estra                  |
| جنوآ       | داویده نیکولا     | دومنیکو کریشیتو   | کاپا            | Zentiva                    | Leaseplan           | نداشت                  |
| هلاس ورونا | ایوان یوریچ       | جامپائولو پاتزینی | ماکرون          | Gruppo SinergyAir Dolomiti | Sundek              | Trivellato Industriali |
| اینترمیلان | آنتونیو کونته     | سمیر هاندانوویچ   | نایکی           | Pirelli                    | Driver              | نداشت                  |
| یوونتوس    | مائوریتسیو ساری   | جورجو کیه‌لینی     | آدیداس          | Jeep                       | Cygames             | نداشت                  |
| لاتزیو     | سیمونه اینزاگی    | سناد لولیچ        | ماکرون          | نداشت                      | نداشت               | نداشت                  |
| لچه        | فابیو لیورانی     | مارکو مانکوزو     | M908            | Moby LinesPasta Maffei     | Labconsulenze       | نداشت                  |
| میلان      | استفانو پیولی     | آلسیو رومانیولی   | پوما            | Fly Emirates               | نداشت               | نداشت                  |
| ناپولی     | جنارو گتوزو       | لورنزو اینسینیه   | کاپا            | LeteMSC Cruises            | Kimbo Caffè         | نداشت                  |
| پارما      | روبرتو داورسا     | برونو آلوز        | اره‌آ            | CetilarLewer               | Viva la Mamma       | Canovi Coperture       |
| رم         | پائولو فونسکا     | ادین جکو          | نایکی           | Qatar Airways              | Hyundai             | نداشت                  |
| سمپدوریا   | کلودیو رانیری     | فابیو کوالیارلا   | جوما            | Invent Energy              | IBSA Group          | نداشت                  |
| ساسوئولو   | روبرتو د زربی     | فرانچسکو ماینانلی | کاپا            | Mapei                      | نداشت               | نداشت                  |
| اسپال      | لوئیجی دی بیاجو   | سرجیو فلوراکی     | ماکرون          | Omega Group                | Errebi Technology   | Pentaferte             |
| تورینو     | مورنو لونگو       | آندره‌آ بلوتی      | جوما            | SuzukiBeretta              | Edilizia Acrobatica | N° 38 Wüber            |
| اودینزه    | لوکا گوتی         | کوین لازانیا      | ماکرون          | DaciaVortice               | Bluenergy           | نداشت                  |

### تغییرات مربیان
| تیم         | مربی خروجی          | علت خروج                          | تاریخ خروج     | رتبه در جدول | مربی جایگزین        | تاریخ انتصاب   |
| ----------- | ------------------- | --------------------------------- | -------------- | ------------ | ------------------- | -------------- |
| رم          | کلودیو رانیری       | پایان قرارداد                     | ۲۶ مه ۲۰۱۹     | پیش-فصل      | پائولو فونسکا       | ۱۱ ژوئن ۲۰۱۹   |
| یوونتوس     | ماسیمیلیانو آلگری   | رضایت طرفین                       | ۲۶ مه ۲۰۱۹     | پیش-فصل      | مائوریتسیو ساری     | ۱۶ ژوئن ۲۰۱۹   |
| میلان       | جنارو گتوزو         | رضایت طرفین                       | ۲۸ مه ۲۰۱۹     | پیش-فصل      | مارکو جامپائولو     | ۱۹ ژوئن ۲۰۱۹   |
| اینتر میلان | لوچانو اسپالتی      | اخراج                             | ۳۰ مه ۲۰۱۹     | پیش-فصل      | آنتونیو کونته       | ۳۱ مه ۲۰۱۹     |
| سمپدوریا    | مارکو جامپائولو     | رضایت طرفین، عقد قرارداد با میلان | ۱۵ ژوئن ۲۰۱۹   | پیش-فصل      | ائوزبیو دی فرانچسکو | ۲۲ ژوئن ۲۰۱۹   |
| جنوا        | چزاره پراندلی       | رضایت طرفین                       | ۲۰ ژوئن ۲۰۱۹   | پیش-فصل      | اورلیو آندره‌آتزولی  | ۱۴ ژوئن ۲۰۱۹   |
| هلاس ورونا  | آلفردو آگلیتی       | پایان قرارداد                     | ۳۰ ژوئن ۲۰۱۹   | پیش-فصل      | ایوان یوریچ         | ۱۴ ژوئن ۲۰۱۹   |
| سمپدوریا    | ائوزبیو دی فرانچسکو | رضایت طرفین                       | ۷ اکتبر ۲۰۱۹   | ۲۰ام         | کلودیو رانیری       | ۱۲ اکتبر ۲۰۱۹  |
| میلان       | مارکو جامپائولو     | اخراج                             | ۸ اکتبر ۲۰۱۹   | ۱۳ام         | استفانو پیولی       | ۹ اکتبر ۲۰۱۹   |
| جنوا        | اورلیو آندره‌آتزولی  | اخراج                             | ۲۲ اکتبر ۲۰۱۹  | ۱۹ام         | تیاگو موتا          | ۲۲ اکتبر ۲۰۱۹  |
| اودینزه     | ایگور تودور         | اخراج                             | ۱ نوامبر ۲۰۱۹  | ۱۴ام         | لوکا گوتی           | ۱ نوامبر ۲۰۱۹  |
| برشا        | اوجینیو کورینی      | اخراج                             | ۳ نوامبر ۲۰۱۹  | ۱۸ام         | فابیو گروسو         | ۵ نوامبر ۲۰۱۹  |
| برشا        | فابیو گروسو         | اخراج                             | ۲ دسامبر ۲۰۱۹  | ۲۰ام         | اوجینیو کورینی      | ۲ دسامبر ۲۰۱۹  |
| ناپولی      | کارلو آنچلوتی       | اخراج                             | ۱۰ دسامبر ۲۰۱۹ | ۷ام          | جنارو گتوزو         | ۱۱ دسامبر ۲۰۱۹ |
| فیورنتینا   | وینچنزو مونتلا      | اخراج                             | ۲۱ دسامبر ۲۰۱۹ | ۱۴ام         | جوزپه یاکینی        | ۲۳ دسامبر ۲۰۱۹ |
| جنوا        | تیاگو موتا          | اخراج                             | ۲۸ دسامبر ۲۰۱۹ | ۲۰ام         | داویده نیکولا       | ۲۸ دسامبر ۲۰۱۹ |
| تورینو      | والتر ماتزاری       | رضایت طرفین                       | ۴ فوریه ۲۰۲۰   | ۱۲ام         | مورنو لونگو         | ۴ فوریه ۲۰۲۰   |
| برشا        | اوجینیو کورینی      | اخراج                             | ۵ فوریه ۲۰۲۰   | ۱۹ام         | دیگو لوپز           | ۵ فوریه ۲۰۲۰   |
| اسپال       | لئوناردو سمپلیچی    | اخراج                             | ۱۰ فوریه ۲۰۲۰  | ۲۰ام         | لوئیجی دی بیاجو     | ۱۰ فوریه ۲۰۲۰  |
| کالیاری     | رولاندو ماران       | اخراج                             | ۳ مارس ۲۰۲۰    | ۱۱ام         | والتر زنگا          | ۳ مارس ۲۰۲۰    |

## جدول لیگ و نتایج

### جدول لیگ
| رتبه                     | تیم         | بازی | پ. | ت. | ش. | گ.ز. | گ.خ. | ت.گ. | امتیاز | توضیحات |
| ------------------------ | ----------- | ---- | -- | -- | -- | ---- | ---- | ---- | ------ | --- |
| ۱                        | یوونتوس     | ۳۸   | ۲۶ | ۵  | ۷  | ۷۶   | ۴۳   | +۳۳  | ۸۳     | قوانین جدول رده‌بندی: ۱) امتیازات ۲) امتیازات در بازی‌های رو در رو ۳) تفاضل گل در بازی‌های رو در رو ۴) تفاضل گل ۵) گل زده ۶) تساوی (توجه: نتایج بازی‌های رو در رو فقط پس از انجام تمام مسابقات بین تیم‌های مورد نظر مورد محاسبه قرار می‌گیرد.) صعود و سقوط کسب سهمیه حضور در مرحله گروهی لیگ قهرمانان اروپا ۲۱–۲۰۲۰ کسب سهمیه حضور در مرحله گروهی لیگ اروپا ۲۱–۲۰۲۰ کسب سهمیه حضور در دور دوم مقدماتی لیگ اروپا ۲۱–۲۰۲۰ سقوط به سری بی ۲۱–۲۰۲۰ |
| ۲                        | اینتر میلان | ۳۸   | ۲۴ | ۱۰ | ۴  | ۸۱   | ۳۶   | +۴۵  | ۸۲     | قوانین جدول رده‌بندی: ۱) امتیازات ۲) امتیازات در بازی‌های رو در رو ۳) تفاضل گل در بازی‌های رو در رو ۴) تفاضل گل ۵) گل زده ۶) تساوی (توجه: نتایج بازی‌های رو در رو فقط پس از انجام تمام مسابقات بین تیم‌های مورد نظر مورد محاسبه قرار می‌گیرد.) صعود و سقوط کسب سهمیه حضور در مرحله گروهی لیگ قهرمانان اروپا ۲۱–۲۰۲۰ کسب سهمیه حضور در مرحله گروهی لیگ اروپا ۲۱–۲۰۲۰ کسب سهمیه حضور در دور دوم مقدماتی لیگ اروپا ۲۱–۲۰۲۰ سقوط به سری بی ۲۱–۲۰۲۰ |
| ۳                        | آتالانتا    | ۳۸   | ۲۳ | ۹  | ۶  | ۹۸   | ۴۸   | +۵۰  | ۷۸     | قوانین جدول رده‌بندی: ۱) امتیازات ۲) امتیازات در بازی‌های رو در رو ۳) تفاضل گل در بازی‌های رو در رو ۴) تفاضل گل ۵) گل زده ۶) تساوی (توجه: نتایج بازی‌های رو در رو فقط پس از انجام تمام مسابقات بین تیم‌های مورد نظر مورد محاسبه قرار می‌گیرد.) صعود و سقوط کسب سهمیه حضور در مرحله گروهی لیگ قهرمانان اروپا ۲۱–۲۰۲۰ کسب سهمیه حضور در مرحله گروهی لیگ اروپا ۲۱–۲۰۲۰ کسب سهمیه حضور در دور دوم مقدماتی لیگ اروپا ۲۱–۲۰۲۰ سقوط به سری بی ۲۱–۲۰۲۰ |
| ۴                        | لاتزیو      | ۳۸   | ۲۴ | ۶  | ۸  | ۷۹   | ۴۲   | +۳۷  | ۷۸     | قوانین جدول رده‌بندی: ۱) امتیازات ۲) امتیازات در بازی‌های رو در رو ۳) تفاضل گل در بازی‌های رو در رو ۴) تفاضل گل ۵) گل زده ۶) تساوی (توجه: نتایج بازی‌های رو در رو فقط پس از انجام تمام مسابقات بین تیم‌های مورد نظر مورد محاسبه قرار می‌گیرد.) صعود و سقوط کسب سهمیه حضور در مرحله گروهی لیگ قهرمانان اروپا ۲۱–۲۰۲۰ کسب سهمیه حضور در مرحله گروهی لیگ اروپا ۲۱–۲۰۲۰ کسب سهمیه حضور در دور دوم مقدماتی لیگ اروپا ۲۱–۲۰۲۰ سقوط به سری بی ۲۱–۲۰۲۰ |
| ۵                        | رم          | ۳۸   | ۲۱ | ۷  | ۱۰ | ۷۷   | ۵۱   | +۲۶  | ۷۰     | قوانین جدول رده‌بندی: ۱) امتیازات ۲) امتیازات در بازی‌های رو در رو ۳) تفاضل گل در بازی‌های رو در رو ۴) تفاضل گل ۵) گل زده ۶) تساوی (توجه: نتایج بازی‌های رو در رو فقط پس از انجام تمام مسابقات بین تیم‌های مورد نظر مورد محاسبه قرار می‌گیرد.) صعود و سقوط کسب سهمیه حضور در مرحله گروهی لیگ قهرمانان اروپا ۲۱–۲۰۲۰ کسب سهمیه حضور در مرحله گروهی لیگ اروپا ۲۱–۲۰۲۰ کسب سهمیه حضور در دور دوم مقدماتی لیگ اروپا ۲۱–۲۰۲۰ سقوط به سری بی ۲۱–۲۰۲۰ |
| ۶                        | میلان       | ۳۸   | ۱۹ | ۹  | ۱۰ | ۶۳   | ۴۶   | +۱۷  | ۶۶     | قوانین جدول رده‌بندی: ۱) امتیازات ۲) امتیازات در بازی‌های رو در رو ۳) تفاضل گل در بازی‌های رو در رو ۴) تفاضل گل ۵) گل زده ۶) تساوی (توجه: نتایج بازی‌های رو در رو فقط پس از انجام تمام مسابقات بین تیم‌های مورد نظر مورد محاسبه قرار می‌گیرد.) صعود و سقوط کسب سهمیه حضور در مرحله گروهی لیگ قهرمانان اروپا ۲۱–۲۰۲۰ کسب سهمیه حضور در مرحله گروهی لیگ اروپا ۲۱–۲۰۲۰ کسب سهمیه حضور در دور دوم مقدماتی لیگ اروپا ۲۱–۲۰۲۰ سقوط به سری بی ۲۱–۲۰۲۰ |
| ۷                        | ناپولی      | ۳۸   | ۱۸ | ۸  | ۱۲ | ۶۱   | ۵۰   | +۱۱  | ۶۲     | قوانین جدول رده‌بندی: ۱) امتیازات ۲) امتیازات در بازی‌های رو در رو ۳) تفاضل گل در بازی‌های رو در رو ۴) تفاضل گل ۵) گل زده ۶) تساوی (توجه: نتایج بازی‌های رو در رو فقط پس از انجام تمام مسابقات بین تیم‌های مورد نظر مورد محاسبه قرار می‌گیرد.) صعود و سقوط کسب سهمیه حضور در مرحله گروهی لیگ قهرمانان اروپا ۲۱–۲۰۲۰ کسب سهمیه حضور در مرحله گروهی لیگ اروپا ۲۱–۲۰۲۰ کسب سهمیه حضور در دور دوم مقدماتی لیگ اروپا ۲۱–۲۰۲۰ سقوط به سری بی ۲۱–۲۰۲۰ |
| ۸                        | ساسوئولو    | ۳۸   | ۱۴ | ۹  | ۱۵ | ۶۹   | ۶۳   | +۶   | ۵۱     | قوانین جدول رده‌بندی: ۱) امتیازات ۲) امتیازات در بازی‌های رو در رو ۳) تفاضل گل در بازی‌های رو در رو ۴) تفاضل گل ۵) گل زده ۶) تساوی (توجه: نتایج بازی‌های رو در رو فقط پس از انجام تمام مسابقات بین تیم‌های مورد نظر مورد محاسبه قرار می‌گیرد.) صعود و سقوط کسب سهمیه حضور در مرحله گروهی لیگ قهرمانان اروپا ۲۱–۲۰۲۰ کسب سهمیه حضور در مرحله گروهی لیگ اروپا ۲۱–۲۰۲۰ کسب سهمیه حضور در دور دوم مقدماتی لیگ اروپا ۲۱–۲۰۲۰ سقوط به سری بی ۲۱–۲۰۲۰ |
| ۹                        | هلاس ورونا  | ۳۸   | ۱۲ | ۱۳ | ۱۳ | ۴۷   | ۵۱   | -۴   | ۴۹     | قوانین جدول رده‌بندی: ۱) امتیازات ۲) امتیازات در بازی‌های رو در رو ۳) تفاضل گل در بازی‌های رو در رو ۴) تفاضل گل ۵) گل زده ۶) تساوی (توجه: نتایج بازی‌های رو در رو فقط پس از انجام تمام مسابقات بین تیم‌های مورد نظر مورد محاسبه قرار می‌گیرد.) صعود و سقوط کسب سهمیه حضور در مرحله گروهی لیگ قهرمانان اروپا ۲۱–۲۰۲۰ کسب سهمیه حضور در مرحله گروهی لیگ اروپا ۲۱–۲۰۲۰ کسب سهمیه حضور در دور دوم مقدماتی لیگ اروپا ۲۱–۲۰۲۰ سقوط به سری بی ۲۱–۲۰۲۰ |
| ۱۰                       | فیورنتینا   | ۳۸   | ۱۲ | ۱۳ | ۱۳ | ۵۱   | ۴۸   | +۳   | ۴۹     | قوانین جدول رده‌بندی: ۱) امتیازات ۲) امتیازات در بازی‌های رو در رو ۳) تفاضل گل در بازی‌های رو در رو ۴) تفاضل گل ۵) گل زده ۶) تساوی (توجه: نتایج بازی‌های رو در رو فقط پس از انجام تمام مسابقات بین تیم‌های مورد نظر مورد محاسبه قرار می‌گیرد.) صعود و سقوط کسب سهمیه حضور در مرحله گروهی لیگ قهرمانان اروپا ۲۱–۲۰۲۰ کسب سهمیه حضور در مرحله گروهی لیگ اروپا ۲۱–۲۰۲۰ کسب سهمیه حضور در دور دوم مقدماتی لیگ اروپا ۲۱–۲۰۲۰ سقوط به سری بی ۲۱–۲۰۲۰ |
| ۱۱                       | پارما       | ۳۸   | ۱۴ | ۷  | ۱۷ | ۵۶   | ۵۷   | -۱   | ۴۹     | قوانین جدول رده‌بندی: ۱) امتیازات ۲) امتیازات در بازی‌های رو در رو ۳) تفاضل گل در بازی‌های رو در رو ۴) تفاضل گل ۵) گل زده ۶) تساوی (توجه: نتایج بازی‌های رو در رو فقط پس از انجام تمام مسابقات بین تیم‌های مورد نظر مورد محاسبه قرار می‌گیرد.) صعود و سقوط کسب سهمیه حضور در مرحله گروهی لیگ قهرمانان اروپا ۲۱–۲۰۲۰ کسب سهمیه حضور در مرحله گروهی لیگ اروپا ۲۱–۲۰۲۰ کسب سهمیه حضور در دور دوم مقدماتی لیگ اروپا ۲۱–۲۰۲۰ سقوط به سری بی ۲۱–۲۰۲۰ |
| ۱۲                       | بولونیا     | ۳۸   | ۱۲ | ۱۱ | ۱۵ | ۵۲   | ۶۵   | -۱۳  | ۴۷     | قوانین جدول رده‌بندی: ۱) امتیازات ۲) امتیازات در بازی‌های رو در رو ۳) تفاضل گل در بازی‌های رو در رو ۴) تفاضل گل ۵) گل زده ۶) تساوی (توجه: نتایج بازی‌های رو در رو فقط پس از انجام تمام مسابقات بین تیم‌های مورد نظر مورد محاسبه قرار می‌گیرد.) صعود و سقوط کسب سهمیه حضور در مرحله گروهی لیگ قهرمانان اروپا ۲۱–۲۰۲۰ کسب سهمیه حضور در مرحله گروهی لیگ اروپا ۲۱–۲۰۲۰ کسب سهمیه حضور در دور دوم مقدماتی لیگ اروپا ۲۱–۲۰۲۰ سقوط به سری بی ۲۱–۲۰۲۰ |
| ۱۳                       | اودینزه     | ۳۸   | ۱۲ | ۹  | ۱۷ | ۳۷   | ۵۱   | -۱۴  | ۴۵     | قوانین جدول رده‌بندی: ۱) امتیازات ۲) امتیازات در بازی‌های رو در رو ۳) تفاضل گل در بازی‌های رو در رو ۴) تفاضل گل ۵) گل زده ۶) تساوی (توجه: نتایج بازی‌های رو در رو فقط پس از انجام تمام مسابقات بین تیم‌های مورد نظر مورد محاسبه قرار می‌گیرد.) صعود و سقوط کسب سهمیه حضور در مرحله گروهی لیگ قهرمانان اروپا ۲۱–۲۰۲۰ کسب سهمیه حضور در مرحله گروهی لیگ اروپا ۲۱–۲۰۲۰ کسب سهمیه حضور در دور دوم مقدماتی لیگ اروپا ۲۱–۲۰۲۰ سقوط به سری بی ۲۱–۲۰۲۰ |
| ۱۴                       | کالیاری     | ۳۸   | ۱۱ | ۱۲ | ۱۵ | ۵۲   | ۵۶   | -۴   | ۴۵     | قوانین جدول رده‌بندی: ۱) امتیازات ۲) امتیازات در بازی‌های رو در رو ۳) تفاضل گل در بازی‌های رو در رو ۴) تفاضل گل ۵) گل زده ۶) تساوی (توجه: نتایج بازی‌های رو در رو فقط پس از انجام تمام مسابقات بین تیم‌های مورد نظر مورد محاسبه قرار می‌گیرد.) صعود و سقوط کسب سهمیه حضور در مرحله گروهی لیگ قهرمانان اروپا ۲۱–۲۰۲۰ کسب سهمیه حضور در مرحله گروهی لیگ اروپا ۲۱–۲۰۲۰ کسب سهمیه حضور در دور دوم مقدماتی لیگ اروپا ۲۱–۲۰۲۰ سقوط به سری بی ۲۱–۲۰۲۰ |
| ۱۵                       | سمپدوریا    | ۳۸   | ۱۲ | ۶  | ۲۰ | ۴۸   | ۶۵   | -۱۷  | ۴۲     | قوانین جدول رده‌بندی: ۱) امتیازات ۲) امتیازات در بازی‌های رو در رو ۳) تفاضل گل در بازی‌های رو در رو ۴) تفاضل گل ۵) گل زده ۶) تساوی (توجه: نتایج بازی‌های رو در رو فقط پس از انجام تمام مسابقات بین تیم‌های مورد نظر مورد محاسبه قرار می‌گیرد.) صعود و سقوط کسب سهمیه حضور در مرحله گروهی لیگ قهرمانان اروپا ۲۱–۲۰۲۰ کسب سهمیه حضور در مرحله گروهی لیگ اروپا ۲۱–۲۰۲۰ کسب سهمیه حضور در دور دوم مقدماتی لیگ اروپا ۲۱–۲۰۲۰ سقوط به سری بی ۲۱–۲۰۲۰ |
| ۱۶                       | تورینو      | ۳۸   | ۱۱ | ۷  | ۲۰ | ۴۶   | ۶۸   | -۲۲  | ۴۰     | قوانین جدول رده‌بندی: ۱) امتیازات ۲) امتیازات در بازی‌های رو در رو ۳) تفاضل گل در بازی‌های رو در رو ۴) تفاضل گل ۵) گل زده ۶) تساوی (توجه: نتایج بازی‌های رو در رو فقط پس از انجام تمام مسابقات بین تیم‌های مورد نظر مورد محاسبه قرار می‌گیرد.) صعود و سقوط کسب سهمیه حضور در مرحله گروهی لیگ قهرمانان اروپا ۲۱–۲۰۲۰ کسب سهمیه حضور در مرحله گروهی لیگ اروپا ۲۱–۲۰۲۰ کسب سهمیه حضور در دور دوم مقدماتی لیگ اروپا ۲۱–۲۰۲۰ سقوط به سری بی ۲۱–۲۰۲۰ |
| ۱۷                       | جنوا        | ۳۸   | ۱۰ | ۹  | ۱۹ | ۴۷   | ۷۳   | -۲۶  | ۳۹     | قوانین جدول رده‌بندی: ۱) امتیازات ۲) امتیازات در بازی‌های رو در رو ۳) تفاضل گل در بازی‌های رو در رو ۴) تفاضل گل ۵) گل زده ۶) تساوی (توجه: نتایج بازی‌های رو در رو فقط پس از انجام تمام مسابقات بین تیم‌های مورد نظر مورد محاسبه قرار می‌گیرد.) صعود و سقوط کسب سهمیه حضور در مرحله گروهی لیگ قهرمانان اروپا ۲۱–۲۰۲۰ کسب سهمیه حضور در مرحله گروهی لیگ اروپا ۲۱–۲۰۲۰ کسب سهمیه حضور در دور دوم مقدماتی لیگ اروپا ۲۱–۲۰۲۰ سقوط به سری بی ۲۱–۲۰۲۰ |
| ۱۸                       | لچه         | ۳۸   | ۹  | ۸  | ۲۱ | ۵۲   | ۸۵   | -۳۳  | ۳۵     | قوانین جدول رده‌بندی: ۱) امتیازات ۲) امتیازات در بازی‌های رو در رو ۳) تفاضل گل در بازی‌های رو در رو ۴) تفاضل گل ۵) گل زده ۶) تساوی (توجه: نتایج بازی‌های رو در رو فقط پس از انجام تمام مسابقات بین تیم‌های مورد نظر مورد محاسبه قرار می‌گیرد.) صعود و سقوط کسب سهمیه حضور در مرحله گروهی لیگ قهرمانان اروپا ۲۱–۲۰۲۰ کسب سهمیه حضور در مرحله گروهی لیگ اروپا ۲۱–۲۰۲۰ کسب سهمیه حضور در دور دوم مقدماتی لیگ اروپا ۲۱–۲۰۲۰ سقوط به سری بی ۲۱–۲۰۲۰ |
| ۱۹                       | برشا        | ۳۸   | ۶  | ۷  | ۲۵ | ۳۵   | ۷۹   | -۴۴  | ۲۵     | قوانین جدول رده‌بندی: ۱) امتیازات ۲) امتیازات در بازی‌های رو در رو ۳) تفاضل گل در بازی‌های رو در رو ۴) تفاضل گل ۵) گل زده ۶) تساوی (توجه: نتایج بازی‌های رو در رو فقط پس از انجام تمام مسابقات بین تیم‌های مورد نظر مورد محاسبه قرار می‌گیرد.) صعود و سقوط کسب سهمیه حضور در مرحله گروهی لیگ قهرمانان اروپا ۲۱–۲۰۲۰ کسب سهمیه حضور در مرحله گروهی لیگ اروپا ۲۱–۲۰۲۰ کسب سهمیه حضور در دور دوم مقدماتی لیگ اروپا ۲۱–۲۰۲۰ سقوط به سری بی ۲۱–۲۰۲۰ |
| ۲۰                       | اسپال       | ۳۸   | ۵  | ۵  | ۲۸ | ۲۷   | ۷۷   | -۵۰  | ۲۰     | قوانین جدول رده‌بندی: ۱) امتیازات ۲) امتیازات در بازی‌های رو در رو ۳) تفاضل گل در بازی‌های رو در رو ۴) تفاضل گل ۵) گل زده ۶) تساوی (توجه: نتایج بازی‌های رو در رو فقط پس از انجام تمام مسابقات بین تیم‌های مورد نظر مورد محاسبه قرار می‌گیرد.) صعود و سقوط کسب سهمیه حضور در مرحله گروهی لیگ قهرمانان اروپا ۲۱–۲۰۲۰ کسب سهمیه حضور در مرحله گروهی لیگ اروپا ۲۱–۲۰۲۰ کسب سهمیه حضور در دور دوم مقدماتی لیگ اروپا ۲۱–۲۰۲۰ سقوط به سری بی ۲۱–۲۰۲۰ |
| منبع: Serie A ،Soccerway |             |      |    |    |    |      |      |      |        | |

### جایگاه در جدول براساس هفته
| تیم        | ۱  | ۲  | ۳  | ۴  | ۵  | ۶  | ۷  | ۸  | ۹  | ۱۰ | ۱۱ | ۱۲ | ۱۳ | ۱۴ | ۱۵ | ۱۶ | ۱۷ | ۱۸ | ۱۹ | ۲۰ | ۲۱ | ۲۲ | ۲۳ | ۲۴ | ۲۵ | ۲۶ | ۲۷ | ۲۸ | ۲۹ | ۳۰ | ۳۱ | ۳۲ | ۳۳ | ۳۴ | ۳۵ | ۳۶ | ۳۷ | ۳۸ |
| تیم        |    |    |    |    |    |    |    |    |    |    |    |    |    |    |    |    |    |    |    |    |    |    |    |    |    |    |    |    |    |    |    |    |    |    |    |    |    |    |
| ---------- | -- | -- | -- | -- | -- | -- | -- | -- | -- | -- | -- | -- | -- | -- | -- | -- | -- | -- | -- | -- | -- | -- | -- | -- | -- | -- | -- | -- | -- | -- | -- | -- | -- | -- | -- | -- | -- | -- |
| یوونتوس    | ۷  | ۲  | ۳  | ۲  | ۲  | ۲  | ۱  | ۱  | ۱  | ۱  | ۱  | ۱  | ۱  | ۲  | ۲  | ۲  | ۲  | ۲  | ۱  | ۱  | ۱  | ۱  | ۲  | ۱  | ۱  | ۱  | ۱  | ۱  | ۱  | ۱  | ۱  | ۱  | ۱  | ۱  | ۱  | ۱  | ۱  | ۱  |
| اینترمیلان | ۱  | ۱  | ۱  | ۱  | ۱  | ۱  | ۲  | ۲  | ۲  | ۲  | ۲  | ۲  | ۲  | ۱  | ۱  | ۱  | ۱  | ۱  | ۲  | ۲  | ۲  | ۲  | ۱  | ۳  | ۳  | ۳  | ۳  | ۳  | ۳  | ۳  | ۴  | ۲  | ۲  | ۲  | ۳  | ۲  | ۲  | ۲  |
| آتالانتا   | ۴  | ۱۱ | ۵  | ۶  | ۳  | ۳  | ۳  | ۳  | ۳  | ۳  | ۵  | ۵  | ۶  | ۶  | ۶  | ۶  | ۵  | ۵  | ۴  | ۵  | ۵  | ۴  | ۴  | ۴  | ۴  | ۴  | ۴  | ۴  | ۴  | ۴  | ۳  | ۴  | ۳  | ۳  | ۲  | ۳  | ۳  | ۳  |
| لاتزیو     | ۲  | ۴  | ۹  | ۵  | ۹  | ۶  | ۶  | ۷  | ۶  | ۵  | ۴  | ۳  | ۳  | ۳  | ۳  | ۳  | ۳  | ۳  | ۳  | ۳  | ۳  | ۳  | ۳  | ۲  | ۲  | ۲  | ۲  | ۲  | ۲  | ۲  | ۲  | ۳  | ۴  | ۴  | ۴  | ۴  | ۴  | ۴  |
| رم         | ۱۰ | ۱۵ | ۸  | ۴  | ۷  | ۵  | ۵  | ۶  | ۵  | ۴  | ۳  | ۶  | ۵  | ۵  | ۵  | ۴  | ۴  | ۴  | ۵  | ۴  | ۴  | ۵  | ۵  | ۵  | ۵  | ۵  | ۵  | ۵  | ۵  | ۵  | ۵  | ۵  | ۵  | ۵  | ۵  | ۵  | ۵  | ۵  |
| آ.ث. میلان | ۱۷ | ۱۳ | ۷  | ۱۲ | ۱۳ | ۱۶ | ۱۳ | ۱۲ | ۱۲ | ۱۰ | ۱۱ | ۱۴ | ۱۲ | ۱۱ | ۱۰ | ۱۰ | ۱۱ | ۱۲ | ۱۰ | ۸  | ۸  | ۸  | ۱۰ | ۸  | ۷  | ۹  | ۸  | ۷  | ۷  | ۷  | ۷  | ۷  | ۷  | ۷  | ۶  | ۶  | ۶  | ۶  |
| ناپولی     | ۳  | ۱۰ | ۴  | ۳  | ۴  | ۴  | ۴  | ۴  | ۴  | ۶  | ۷  | ۷  | ۷  | ۷  | ۷  | ۸  | ۸  | ۸  | ۱۱ | ۱۱ | ۱۰ | ۹  | ۱۱ | ۹  | ۶  | ۶  | ۶  | ۶  | ۶  | ۶  | ۶  | ۶  | ۶  | ۶  | ۷  | ۷  | ۷  | ۷  |
| ساسوئولو   | ۱۵ | ۸  | ۱۲ | ۸  | ۱۰ | ۱۳ | ۱۵ | ۱۷ | ۱۴ | ۱۵ | ۱۵ | ۱۳ | ۱۴ | ۱۴ | ۱۴ | ۱۴ | ۱۳ | ۱۴ | ۱۵ | ۱۵ | ۱۵ | ۱۳ | ۱۲ | ۱۲ | ۱۲ | ۱۲ | ۱۲ | ۱۲ | ۱۲ | ۱۰ | ۸  | ۸  | ۸  | ۸  | ۸  | ۸  | ۸  | ۸  |
| فیورنتینا  | ۱۳ | ۱۶ | ۱۹ | ۲۰ | ۱۵ | ۱۰ | ۸  | ۹  | ۹  | ۸  | ۸  | ۹  | ۱۰ | ۱۳ | ۱۳ | ۱۳ | ۱۵ | ۱۵ | ۱۴ | ۱۳ | ۱۳ | ۱۴ | ۱۴ | ۱۳ | ۱۳ | ۱۳ | ۱۳ | ۱۳ | ۱۳ | ۱۳ | ۱۳ | ۱۳ | ۱۳ | ۱۲ | ۱۱ | ۱۲ | ۱۰ | ۹  |
| پارما      | ۱۸ | ۹  | ۱۶ | ۱۵ | ۱۲ | ۹  | ۱۲ | ۸  | ۸  | ۹  | ۱۰ | ۸  | ۸  | ۸  | ۸  | ۷  | ۷  | ۷  | ۷  | ۷  | ۷  | ۷  | ۹  | ۷  | ۹  | ۸  | ۷  | ۸  | ۱۰ | ۱۲ | ۱۲ | ۱۲ | ۱۲ | ۱۴ | ۱۰ | ۹  | ۱۱ | ۱۰ |
| هلاس ورونا | ۱۲ | ۷  | ۱۱ | ۱۳ | ۱۶ | ۱۴ | ۱۰ | ۱۳ | ۱۵ | ۱۲ | ۹  | ۱۰ | ۹  | ۹  | ۱۱ | ۱۲ | ۱۲ | ۱۱ | ۹  | ۱۰ | ۹  | ۱۰ | ۶  | ۶  | ۸  | ۷  | ۹  | ۹  | ۸  | ۸  | ۹  | ۹  | ۹  | ۹  | ۹  | ۱۰ | ۹  | ۱۱ |
| بولونیا    | ۱۱ | ۶  | ۲  | ۷  | ۸  | ۱۱ | ۱۱ | ۱۴ | ۱۰ | ۱۱ | ۱۳ | ۱۵ | ۱۵ | ۱۲ | ۱۲ | ۱۱ | ۹  | ۱۰ | ۱۳ | ۱۲ | ۱۱ | ۱۱ | ۷  | ۱۰ | ۱۰ | ۱۰ | ۱۱ | ۱۱ | ۱۱ | ۹  | ۱۰ | ۱۰ | ۱۰ | ۱۰ | ۱۲ | ۱۱ | ۱۲ | ۱۲ |
| کالیاری    | ۱۶ | ۱۸ | ۱۳ | ۹  | ۵  | ۷  | ۷  | ۵  | ۷  | ۷  | ۶  | ۴  | ۴  | ۴  | ۴  | ۵  | ۶  | ۶  | ۶  | ۶  | ۶  | ۶  | ۸  | ۱۱ | ۱۱ | ۱۱ | ۱۰ | ۱۰ | ۹  | ۱۱ | ۱۱ | ۱۱ | ۱۱ | ۱۱ | ۱۳ | ۱۳ | ۱۳ | ۱۳ |
| اودینزه    | ۸  | ۱۴ | ۱۷ | ۱۶ | ۱۸ | ۱۲ | ۱۴ | ۱۱ | ۱۳ | ۱۴ | ۱۲ | ۱۲ | ۱۳ | ۱۶ | ۱۶ | ۱۷ | ۱۴ | ۱۳ | ۱۲ | ۱۴ | ۱۴ | ۱۵ | ۱۵ | ۱۵ | ۱۵ | ۱۴ | ۱۵ | ۱۵ | ۱۴ | ۱۵ | ۱۴ | ۱۵ | ۱۶ | ۱۶ | ۱۵ | ۱۴ | ۱۴ | ۱۴ |
| سمپدوریا   | ۱۹ | ۲۰ | ۲۰ | ۱۹ | ۲۰ | ۲۰ | ۲۰ | ۲۰ | ۲۰ | ۲۰ | ۱۸ | ۱۸ | ۱۶ | ۱۷ | ۱۷ | ۱۶ | ۱۷ | ۱۶ | ۱۶ | ۱۶ | ۱۶ | ۱۶ | ۱۶ | ۱۷ | ۱۷ | ۱۶ | ۱۶ | ۱۷ | ۱۶ | ۱۴ | ۱۶ | ۱۴ | ۱۴ | ۱۵ | ۱۴ | ۱۵ | ۱۵ | ۱۵ |
| تورینو     | ۵  | ۳  | ۶  | ۱۰ | ۶  | ۸  | ۹  | ۱۰ | ۱۱ | ۱۳ | ۱۴ | ۱۱ | ۱۱ | ۱۰ | ۹  | ۹  | ۱۰ | ۹  | ۸  | ۹  | ۱۲ | ۱۲ | ۱۳ | ۱۴ | ۱۴ | ۱۵ | ۱۴ | ۱۴ | ۱۵ | ۱۶ | ۱۵ | ۱۶ | ۱۵ | ۱۵ | ۱۶ | ۱۶ | ۱۶ | ۱۶ |
| جنوا       | ۹  | ۵  | ۱۰ | ۱۴ | ۱۷ | ۱۸ | ۱۹ | ۱۹ | ۱۷ | ۱۷ | ۱۷ | ۱۷ | ۱۸ | ۱۸ | ۱۸ | ۱۹ | ۲۰ | ۱۹ | ۱۸ | ۱۹ | ۱۹ | ۱۸ | ۱۸ | ۱۸ | ۱۸ | ۱۷ | ۱۷ | ۱۶ | ۱۷ | ۱۷ | ۱۸ | ۱۷ | ۱۷ | ۱۷ | ۱۷ | ۱۷ | ۱۷ | ۱۷ |
| لچه        | ۲۰ | ۱۹ | ۱۸ | ۱۸ | ۱۴ | ۱۷ | ۱۷ | ۱۶ | ۱۶ | ۱۶ | ۱۶ | ۱۶ | ۱۷ | ۱۵ | ۱۵ | ۱۵ | ۱۶ | ۱۷ | ۱۷ | ۱۷ | ۱۷ | ۱۷ | ۱۷ | ۱۶ | ۱۶ | ۱۸ | ۱۸ | ۱۸ | ۱۸ | ۱۸ | ۱۷ | ۱۸ | ۱۸ | ۱۸ | ۱۸ | ۱۸ | ۱۸ | ۱۸ |
| برشا       | ۶  | ۱۲ | ۱۴ | ۱۱ | ۱۱ | ۱۵ | ۱۶ | ۱۵ | ۱۸ | ۱۸ | ۱۹ | ۲۰ | ۲۰ | ۲۰ | ۱۹ | ۱۸ | ۱۸ | ۱۸ | ۱۹ | ۲۰ | ۲۰ | ۱۹ | ۱۹ | ۱۹ | ۱۹ | ۲۰ | ۲۰ | ۱۹ | ۲۰ | ۱۹ | ۱۹ | ۱۹ | ۱۹ | ۱۹ | ۱۹ | ۱۹ | ۱۹ | ۱۹ |
| اسپال      | ۱۴ | ۱۷ | ۱۵ | ۱۷ | ۱۹ | ۱۹ | ۱۸ | ۱۸ | ۱۹ | ۱۹ | ۲۰ | ۱۹ | ۱۹ | ۱۹ | ۲۰ | ۲۰ | ۱۹ | ۲۰ | ۲۰ | ۱۸ | ۱۸ | ۲۰ | ۲۰ | ۲۰ | ۲۰ | ۱۹ | ۱۹ | ۲۰ | ۱۹ | ۲۰ | ۲۰ | ۲۰ | ۲۰ | ۲۰ | ۲۰ | ۲۰ | ۲۰ | ۲۰ |

### امتیاز براساس هفته
| تیم                                                                         | ۱ | ۲ | ۳ | ۴  | ۵  | ۶  | ۷  | ۸  | ۹  | ۱۰ | ۱۱ | ۱۲ | ۱۳ | ۱۴ | ۱۵ | ۱۶ | ۱۷  | ۱۸ | ۱۹ | ۲۰ | ۲۱ | ۲۲ | ۲۳  | ۲۴ | ۲۵  | ۲۶ | ۲۷  | ۲۸ | ۲۹ | ۳۰ | ۳۱ | ۳۲ | ۳۳ | ۳۴ | ۳۵ | ۳۶ | ۳۷ | ۳۸ |
| تیم                                                                         |   |   |   |    |    |    |    |    |    |    |    |    |    |    |    |    |     |    |    |    |    |    |     |    |     |    |     |    |    |    |    |    |    |    |    |    |    |    |
| --------------------------------------------------------------------------- | - | - | - | -- | -- | -- | -- | -- | -- | -- | -- | -- | -- | -- | -- | -- | --- | -- | -- | -- | -- | -- | --- | -- | --- | -- | --- | -- | -- | -- | -- | -- | -- | -- | -- | -- | -- | -- |
| آتالانتا                                                                    | ۳ | ۳ | ۶ | ۷  | ۱۰ | ۱۳ | ۱۶ | ۱۷ | ۲۰ | ۲۱ | ۲۱ | ۲۲ | ۲۲ | ۲۵ | ۲۸ | ۲۸ | ۳۱  | ۳۴ | ۳۵ | ۳۵ | ۳۸ | ۳۹ | ۴۲  | ۴۵ | ۴۵* | ۴۸ | ۵۴* | ۵۷ | ۶۰ | ۶۳ | ۶۶ | ۶۷ | ۷۰ | ۷۱ | ۷۴ | ۷۵ | ۷۸ | ۷۸ |
| بولونیا                                                                     | ۱ | ۴ | ۷ | ۷  | ۸  | ۸  | ۹  | ۹  | ۱۲ | ۱۲ | ۱۲ | ۱۲ | ۱۳ | ۱۶ | ۱۶ | ۱۹ | ۲۲  | ۲۳ | ۲۳ | ۲۴ | ۲۷ | ۳۰ | ۳۳  | ۳۳ | ۳۴  | ۳۴ | ۳۴  | ۳۷ | ۳۸ | ۴۱ | ۴۱ | ۴۲ | ۴۳ | ۴۳ | ۴۳ | ۴۶ | ۴۶ | ۴۷ |
| برشا                                                                        | ۳ | ۳ | ۳ | ۶  | ۶  | ۶  | ۶  | ۷  | ۷  | ۷  | ۷  | ۷  | ۷  | ۷  | ۱۰ | ۱۳ | ۱۴  | ۱۴ | ۱۴ | ۱۵ | ۱۵ | ۱۵ | ۱۶  | ۱۶ | ۱۶  | ۱۶ | ۱۷  | ۱۸ | ۱۸ | ۲۱ | ۲۱ | ۲۱ | ۲۱ | ۲۴ | ۲۴ | ۲۴ | ۲۴ | ۲۵ |
| کالیاری                                                                     | ۰ | ۰ | ۳ | ۶  | ۹  | ۱۰ | ۱۱ | ۱۴ | ۱۵ | ۱۸ | ۲۱ | ۲۴ | ۲۵ | ۲۸ | ۲۹ | ۲۹ | ۲۹  | ۲۹ | ۲۹ | ۳۰ | ۳۱ | ۳۲ | ۳۲  | ۳۲ | ۳۲  | ۳۲ | ۳۵  | ۳۸ | ۳۹ | ۳۹ | ۴۰ | ۴۱ | ۴۱ | ۴۲ | ۴۲ | ۴۲ | ۴۵ | ۴۵ |
| فیورنتینا                                                                   | ۰ | ۰ | ۱ | ۲  | ۵  | ۸  | ۱۱ | ۱۲ | ۱۲ | ۱۵ | ۱۶ | ۱۶ | ۱۶ | ۱۶ | ۱۶ | ۱۷ | ۱۷  | ۱۸ | ۲۱ | ۲۴ | ۲۵ | ۲۵ | ۲۵  | ۲۸ | ۲۹  | ۳۰ | ۳۱  | ۳۱ | ۳۱ | ۳۴ | ۳۵ | ۳۶ | ۳۹ | ۴۲ | ۴۳ | ۴۳ | ۴۶ | ۴۹ |
| جنوا                                                                        | ۱ | ۴ | ۴ | ۴  | ۵  | ۵  | ۵  | ۵  | ۸  | ۸  | ۸  | ۹  | ۱۰ | ۱۰ | ۱۱ | ۱۱ | ۱۱  | ۱۴ | ۱۴ | ۱۴ | ۱۵ | ۱۶ | ۱۹  | ۲۲ | ۲۲  | ۲۵ | ۲۵  | ۲۶ | ۲۶ | ۲۷ | ۲۷ | ۳۰ | ۳۰ | ۳۳ | ۳۶ | ۳۶ | ۳۶ | ۳۹ |
| اینتر                                                                       | ۳ | ۶ | ۹ | ۱۲ | ۱۵ | ۱۸ | ۱۸ | ۲۱ | ۲۲ | ۲۵ | ۲۸ | ۳۱ | ۳۴ | ۳۷ | ۳۸ | ۳۹ | ۴۲  | ۴۵ | ۴۶ | ۴۷ | ۴۸ | ۵۱ | ۵۴  | ۵۴ | ۵۴* | ۵۴ | ۵۸* | ۶۱ | ۶۴ | ۶۴ | ۶۵ | ۶۸ | ۷۱ | ۷۲ | ۷۳ | ۷۶ | ۷۹ | ۸۲ |
| یوونتوس                                                                     | ۳ | ۶ | ۷ | ۱۰ | ۱۳ | ۱۶ | ۱۹ | ۲۲ | ۲۳ | ۲۶ | ۲۹ | ۳۲ | ۳۵ | ۳۶ | ۳۶ | ۳۹ | ۴۲  | ۴۵ | ۴۸ | ۵۱ | ۵۱ | ۵۴ | ۵۴  | ۵۷ | ۶۰  | ۶۳ | ۶۶  | ۶۹ | ۷۲ | ۷۵ | ۷۵ | ۷۶ | ۷۷ | ۸۰ | ۸۰ | ۸۳ | ۸۳ | ۸۳ |
| لاتزیو                                                                      | ۳ | ۴ | ۴ | ۷  | ۷  | ۱۰ | ۱۱ | ۱۲ | ۱۵ | ۱۸ | ۲۱ | ۲۴ | ۲۷ | ۳۰ | ۳۳ | ۳۶ | ۳۶* | ۳۹ | ۴۲ | ۴۵ | ۴۶ | ۴۹ | ۵۳* | ۵۶ | ۵۹  | ۶۲ | ۶۲  | ۶۵ | ۶۸ | ۶۸ | ۶۸ | ۶۸ | ۶۹ | ۶۹ | ۷۲ | ۷۵ | ۷۸ | ۷۸ |
| لچه                                                                         | ۰ | ۰ | ۳ | ۳  | ۶  | ۶  | ۶  | ۷  | ۸  | ۹  | ۱۰ | ۱۰ | ۱۱ | ۱۴ | ۱۵ | ۱۵ | ۱۵  | ۱۵ | ۱۵ | ۱۶ | ۱۶ | ۱۹ | ۲۲  | ۲۵ | ۲۵  | ۲۵ | ۲۵  | ۲۵ | ۲۵ | ۲۵ | ۲۸ | ۲۹ | ۲۹ | ۲۹ | ۳۲ | ۳۲ | ۳۵ | ۳۵ |
| میلان                                                                       | ۰ | ۳ | ۶ | ۶  | ۶  | ۶  | ۹  | ۱۰ | ۱۰ | ۱۳ | ۱۳ | ۱۳ | ۱۴ | ۱۷ | ۲۰ | ۲۱ | ۲۱  | ۲۲ | ۲۵ | ۲۸ | ۳۱ | ۳۲ | ۳۲  | ۳۵ | ۳۶  | ۳۶ | ۳۹  | ۴۲ | ۴۳ | ۴۶ | ۴۹ | ۵۰ | ۵۳ | ۵۶ | ۵۹ | ۶۰ | ۶۳ | ۶۶ |
| ناپولی                                                                      | ۳ | ۳ | ۶ | ۹  | ۹  | ۱۲ | ۱۳ | ۱۶ | ۱۷ | ۱۸ | ۱۸ | ۱۹ | ۲۰ | ۲۰ | ۲۱ | ۲۱ | ۲۴  | ۲۴ | ۲۴ | ۲۴ | ۲۷ | ۳۰ | ۳۰  | ۳۳ | ۳۶  | ۳۹ | ۴۲  | ۴۵ | ۴۵ | ۴۸ | ۵۱ | ۵۲ | ۵۳ | ۵۶ | ۵۶ | ۵۹ | ۵۹ | ۶۲ |
| پارما                                                                       | ۰ | ۳ | ۳ | ۳  | ۶  | ۹  | ۹  | ۱۲ | ۱۳ | ۱۳ | ۱۴ | ۱۷ | ۱۸ | ۱۸ | ۲۱ | ۲۴ | ۲۵  | ۲۵ | ۲۸ | ۲۸ | ۳۱ | ۳۲ | ۳۲  | ۳۵ | ۳۵* | ۳۵ | ۳۹* | ۳۹ | ۳۹ | ۳۹ | ۳۹ | ۴۰ | ۴۰ | ۴۰ | ۴۳ | ۴۶ | ۴۶ | ۴۹ |
| رم                                                                          | ۱ | ۲ | ۵ | ۸  | ۸  | ۱۱ | ۱۲ | ۱۳ | ۱۶ | ۱۹ | ۲۲ | ۲۲ | ۲۵ | ۲۸ | ۲۹ | ۳۲ | ۳۵  | ۳۵ | ۳۵ | ۳۸ | ۳۹ | ۳۹ | ۳۹  | ۳۹ | ۴۲  | ۴۵ | ۴۸  | ۴۸ | ۴۸ | ۴۸ | ۵۱ | ۵۴ | ۵۷ | ۵۸ | ۶۱ | ۶۴ | ۶۷ | ۷۰ |
| سمپدوریا                                                                    | ۰ | ۰ | ۰ | ۳  | ۳  | ۳  | ۳  | ۴  | ۴  | ۵  | ۸  | ۹  | ۱۲ | ۱۲ | ۱۲ | ۱۵ | ۱۵  | ۱۶ | ۱۹ | ۱۹ | ۲۰ | ۲۰ | ۲۳  | ۲۳ | ۲۳  | ۲۶ | ۲۶  | ۲۶ | ۲۹ | ۳۲ | ۳۲ | ۳۵ | ۳۸ | ۴۱ | ۴۱ | ۴۱ | ۴۱ | ۴۲ |
| ساسوئولو                                                                    | ۰ | ۳ | ۳ | ۶  | ۶  | ۶  | ۶* | ۶  | ۹  | ۹  | ۱۰ | ۱۳ | ۱۳ | ۱۴ | ۱۵ | ۱۶ | ۱۹* | ۱۹ | ۱۹ | ۲۲ | ۲۳ | ۲۶ | ۲۹  | ۲۹ | ۲۹  | ۳۲ | ۳۳  | ۳۴ | ۳۷ | ۴۰ | ۴۳ | ۴۶ | ۴۷ | ۴۸ | ۴۸ | ۴۸ | ۵۱ | ۵۱ |
| اسپال                                                                       | ۰ | ۰ | ۳ | ۳  | ۳  | ۳  | ۶  | ۶  | ۷  | ۷  | ۷  | ۸  | ۹  | ۹  | ۹  | ۹  | ۱۲  | ۱۲ | ۱۲ | ۱۵ | ۱۵ | ۱۵ | ۱۵  | ۱۵ | ۱۵  | ۱۸ | ۱۸  | ۱۸ | ۱۹ | ۱۹ | ۱۹ | ۱۹ | ۱۹ | ۱۹ | ۱۹ | ۲۰ | ۲۰ | ۲۰ |
| تورینو                                                                      | ۳ | ۶ | ۶ | ۶  | ۹  | ۹  | ۱۰ | ۱۰ | ۱۱ | ۱۱ | ۱۱ | ۱۴ | ۱۴ | ۱۷ | ۲۰ | ۲۱ | ۲۱  | ۲۴ | ۲۷ | ۲۷ | ۲۷ | ۲۷ | ۲۷  | ۲۷ | ۲۷* | ۲۷ | ۳۱* | ۳۱ | ۳۱ | ۳۱ | ۳۴ | ۳۴ | ۳۷ | ۳۷ | ۳۸ | ۳۹ | ۳۹ | ۴۰ |
| اودینزه                                                                     | ۳ | ۳ | ۳ | ۳  | ۴  | ۷  | ۷  | ۱۰ | ۱۰ | ۱۰ | ۱۳ | ۱۴ | ۱۴ | ۱۴ | ۱۵ | ۱۵ | ۱۸  | ۲۱ | ۲۴ | ۲۴ | ۲۴ | ۲۴ | ۲۵  | ۲۶ | ۲۷  | ۲۸ | ۲۸  | ۲۸ | ۳۱ | ۳۲ | ۳۵ | ۳۵ | ۳۶ | ۳۶ | ۳۹ | ۴۲ | ۴۲ | ۴۵ |
| هلاس ورونا                                                                  | ۱ | ۴ | ۴ | ۴  | ۵  | ۶  | ۹  | ۹  | ۹  | ۱۲ | ۱۵ | ۱۵ | ۱۸ | ۱۸ | ۱۸ | ۱۹ | ۱۹* | ۲۲ | ۲۵ | ۲۶ | ۲۹ | ۳۰ | ۳۴* | ۳۵ | ۳۵* | ۳۵ | ۳۸* | ۳۹ | ۴۲ | ۴۲ | ۴۳ | ۴۴ | ۴۴ | ۴۵ | ۴۶ | ۴۶ | ۴۹ | ۴۹ |
| یادداشت: * نشان می‌دهد که مسابقه به تعویق افتاده یا به حال تعلیق درآمده است. |   |   |   |    |    |    |    |    |    |    |    |    |    |    |    |    |     |    |    |    |    |    |     |    |     |    |     |    |    |    |    |    |    |    |    |    |    |    |

### جدول نتایج
تیم میزبان در ستون سمت راست و تیم مهمان در ردیف بالا نماش داده شده‌است.
| تیم        | ATA | BOL | BRE | CAG | FIO | GEN | INT | JUV | LAZ | LEC | MIL | NAP | PAR | ROM | SAM | SAS | SPA | TOR | UDI | VER |
| ---------- | --- | --- | --- | --- | --- | --- | --- | --- | --- | --- | --- | --- | --- | --- | --- | --- | --- | --- | --- | --- |
| آتالانتا   |     | ۱–۰ | ۶–۲ | ۰–۲ | ۲–۲ | ۲–۲ | ۰–۲ | ۱–۳ | ۳–۲ | ۳–۱ | ۵–۰ | ۲–۰ | ۵–۰ | ۲–۱ | ۲–۰ | ۴–۱ | ۱–۲ | ۲–۳ | ۷–۱ | ۳–۲ |
| بولونیا    | ۲–۱ |     | ۲–۱ | ۱–۱ | ۱–۱ | ۰–۳ | ۱–۲ | ۰–۲ | ۲–۲ | ۳–۲ | ۲–۳ | ۱–۱ | ۲–۲ | ۱–۲ | ۲–۱ | ۱–۲ | ۱–۰ | ۱–۱ | ۱–۱ | ۱–۱ |
| برشا       | ۰–۳ | ۳–۴ |     | ۲–۲ | ۰–۰ | ۲–۲ | ۱–۲ | ۱–۲ | ۱–۲ | ۳–۰ | ۰–۱ | ۱–۲ | ۱–۲ | ۰–۳ | ۱–۱ | ۰–۲ | ۲–۱ | ۰–۴ | ۱–۱ | ۲–۰ |
| کالیاری    | ۰–۱ | ۳–۲ | ۰–۱ |     | ۵–۲ | ۳–۱ | ۱–۲ | ۲–۰ | ۱–۲ | ۰–۰ | ۰–۲ | ۰–۱ | ۲–۲ | ۳–۴ | ۴–۳ | ۱–۱ | ۲–۰ | ۴–۲ | ۰–۱ | ۱–۱ |
| فیورنتینا  | ۱–۲ | ۴–۰ | ۱–۱ | ۰–۰ |     | ۰–۰ | ۱–۱ | ۰–۰ | ۱–۲ | ۰–۱ | ۱–۱ | ۳–۴ | ۱–۱ | ۱–۴ | ۲–۱ | ۱–۳ | ۱–۰ | ۲–۰ | ۱–۰ | ۱–۱ |
| جنوا       | ۱–۲ | ۰–۰ | ۳–۱ | ۱–۰ | ۲–۱ |     | ۰–۳ | ۱–۳ | ۲–۳ | ۲–۱ | ۱–۲ | ۱–۲ | ۱–۴ | ۱–۳ | ۰–۱ | ۲–۱ | ۲–۰ | ۰–۱ | ۱–۳ | ۳–۰ |
| اینترمیلان | ۱–۱ | ۱–۲ | ۶–۰ | ۱–۱ | ۰–۰ | ۴–۰ |     | ۱–۲ | ۱–۰ | ۴–۰ | ۴–۲ | ۲–۰ | ۲–۲ | ۰–۰ | ۲–۱ | ۳–۳ | ۲–۱ | ۳–۱ | ۱–۰ | ۲–۱ |
| یوونتوس    | ۲–۲ | ۲–۱ | ۲–۰ | ۴–۰ | ۳–۰ | ۲–۱ | ۲–۰ |     | ۲–۱ | ۴–۰ | ۱–۰ | ۴–۳ | ۲–۱ | ۱–۳ | ۲–۰ | ۲–۲ | ۲–۰ | ۴–۱ | ۳–۱ | ۲–۱ |
| لاتزیو     | ۳–۳ | ۲–۰ | ۲–۰ | ۲–۱ | ۲–۱ | ۴–۰ | ۲–۱ | ۳–۱ |     | ۴–۲ | ۰–۳ | ۱–۰ | ۲–۰ | ۱–۱ | ۵–۱ | ۱–۲ | ۵–۱ | ۴–۰ | ۳–۰ | ۰–۰ |
| لچه        | ۲–۷ | ۲–۳ | ۳–۱ | ۲–۲ | ۱–۳ | ۲–۲ | ۱–۱ | ۱–۱ | ۲–۱ |     | ۱–۴ | ۱–۴ | ۳–۴ | ۰–۱ | ۱–۲ | ۲–۲ | ۲–۱ | ۴–۰ | ۰–۱ | ۰–۱ |
| آ.ث. میلان | ۱–۱ | ۵–۱ | ۱–۰ | ۳–۰ | ۱–۳ | ۱–۲ | ۰–۲ | ۴–۲ | ۱–۲ | ۲–۲ |     | ۱–۱ | ۳–۱ | ۲–۰ | ۰–۰ | ۰–۰ | ۱–۰ | ۱–۰ | ۳–۲ | ۱–۱ |
| ناپولی     | ۲–۲ | ۱–۲ | ۲–۱ | ۰–۱ | ۰–۲ | ۰–۰ | ۱–۳ | ۲–۱ | ۳–۱ | ۲–۳ | ۲–۲ |     | ۱–۲ | ۲–۱ | ۲–۰ | ۲–۰ | ۳–۱ | ۲–۱ | ۲–۱ | ۲–۰ |
| پارما      | ۱–۲ | ۲–۲ | ۱–۱ | ۱–۳ | ۱–۲ | ۵–۱ | ۱–۲ | ۰–۱ | ۰–۱ | ۲–۰ | ۰–۱ | ۲–۱ |     | ۲–۰ | ۲–۳ | ۱–۰ | ۰–۱ | ۳–۲ | ۲–۰ | ۰–۱ |
| رم         | ۰–۲ | ۲–۳ | ۳–۰ | ۱–۱ | ۲–۱ | ۳–۳ | ۲–۲ | ۱–۲ | ۱–۱ | ۴–۰ | ۲–۱ | ۲–۱ | ۲–۱ |     | ۲–۱ | ۴–۲ | ۳–۱ | ۰–۲ | ۰–۲ | ۲–۱ |
| سمپدوریا   | ۰–۰ | ۱–۲ | ۵–۱ | ۳–۰ | ۱–۵ | ۱–۲ | ۱–۳ | ۱–۲ | ۰–۳ | ۱–۱ | ۱–۴ | ۲–۴ | ۰–۱ | ۰–۰ |     | ۰–۰ | ۳–۰ | ۱–۰ | ۲–۱ | ۲–۱ |
| ساسوئولو   | ۱–۴ | ۳–۱ | ۳–۰ | ۲–۲ | ۱–۲ | ۵–۰ | ۳–۴ | ۳–۳ | ۱–۲ | ۴–۲ | ۱–۲ | ۱–۲ | ۰–۱ | ۴–۲ | ۴–۱ |     | ۳–۰ | ۲–۱ | ۰–۱ | ۳–۳ |
| اسپال      | ۲–۳ | ۱–۳ | ۰–۱ | ۰–۱ | ۱–۳ | ۱–۱ | ۰–۴ | ۱–۲ | ۲–۱ | ۱–۳ | ۲–۲ | ۱–۱ | ۱–۰ | ۱–۶ | ۰–۱ | ۱–۲ |     | ۱–۱ | ۰–۳ | ۰–۲ |
| تورینو     | ۰–۷ | ۱–۰ | ۳–۱ | ۱–۱ | ۲–۱ | ۳–۰ | ۰–۳ | ۰–۱ | ۱–۲ | ۱–۲ | ۲–۱ | ۰–۰ | ۱–۱ | ۲–۳ | ۱–۳ | ۲–۱ | ۱–۲ |     | ۱–۰ | ۱–۱ |
| اودینزه    | ۲–۳ | ۱–۰ | ۰–۱ | ۲–۱ | ۰–۰ | ۲–۲ | ۰–۲ | ۲–۱ | ۰–۰ | ۱–۲ | ۱–۰ | ۱–۱ | ۱–۳ | ۰–۴ | ۱–۳ | ۳–۰ | ۰–۰ | ۱–۰ |     | ۰–۰ |
| هلاس ورونا | ۱–۱ | ۱–۱ | ۲–۱ | ۲–۱ | ۱–۰ | ۲–۱ | ۲–۲ | ۲–۱ | ۱–۵ | ۳–۰ | ۰–۱ | ۰–۲ | ۳–۲ | ۱–۳ | ۲–۰ | ۰–۱ | ۳–۰ | ۳–۳ | ۰–۰ |     |

### تقویم لیگ
نتایج هفتگی سری آ ۲۰–۲۰۱۹.

#### نیم‌فصل اول
| پارما       | 0 - 1 | یوونتوس    | ورزشگاه انیو تاردینی         | ۲۴ اوت | ۱۸:۰۰ |
| فیورنتینا   | 3 - 4 | ناپولی     | ورزشگاه آرتمیو فرانکی        | ۲۴ اوت | ۲۰:۴۵ |
| اودینزه     | 1 - 0 | آ.ث. میلان | ورزشگاه فریولی               | ۲۵ اوت | ۱۸:۰۰ |
| کالیاری     | 0 - 1 | برشا       | ورزشگاه ساردینیا آرنا        | ۲۵ اوت | ۲۰:۴۵ |
| هلاس ورونا  | 1 - 1 | بولونیا    | ورزشگاه مارک آنتونیو بنتگودی | ۲۵ اوت | ۲۰:۴۵ |
| رم          | 3 - 3 | جنوآ       | ورزشگاه المپیک رم            | ۲۵ اوت | ۲۰:۴۵ |
| سمپدوریا    | 0 - 3 | لاتزیو     | ورزشگاه لوئیجی فراری         | ۲۵ اوت | ۲۰:۴۵ |
| اسپال       | 2 - 3 | آتالانتا   | ورزشگاه پائولو مازا          | ۲۵ اوت | ۲۰:۴۵ |
| تورینو      | 2 - 1 | ساسوئولو   | ورزشگاه المپیک تورین         | ۲۵ اوت | ۲۰:۴۵ |
| اینتر میلان | 4 - 0 | لچه        | ورزشگاه سن سیرو              | ۲۶ اوت | ۲۰:۴۵ |

| بولونیا    | 1 - 0 | اسپال       | ورزشگاه رناتو دلارا              | ۳۰ اوت    | ۲۰:۴۵ |
| آ.ث. میلان | 1 - 0 | برشا        | ورزشگاه سن سیرو                  | ۳۱ اوت    | ۱۸:۰۰ |
| یوونتوس    | 4 - 3 | ناپولی      | ورزشگاه یوونتوس                  | ۳۱ اوت    | ۲۰:۴۵ |
| لاتزیو     | 1 - 1 | رم          | ورزشگاه المپیک رم                | ۱ سپتامبر | ۱۸:۰۰ |
| آتالانتا   | 2 - 3 | تورینو      | ورزشگاه آتلتی آتزوری دایتالیا    | ۱ سپتامبر | ۲۰:۴۵ |
| کالیاری    | 1 - 2 | اینتر میلان | ورزشگاه ساردینیا آرنا            | ۱ سپتامبر | ۲۰:۴۵ |
| جنوآ       | 2 - 1 | فیورنتینا   | ورزشگاه لوئیجی فراری             | ۱ سپتامبر | ۲۰:۴۵ |
| لچه        | 0 - 1 | هلاس ورونا  | ورزشگاه ویا دل ماره              | ۱ سپتامبر | ۲۰:۴۵ |
| ساسوئولو   | 4 - 1 | سمپدوریا    | ورزشگاه ماپی – چیتا دل تریکولوره | ۱ سپتامبر | ۲۰:۴۵ |
| اودینزه    | 1 - 3 | پارما       | ورزشگاه فریولی                   | ۱ سپتامبر | ۲۰:۴۵ |

| فیورنتینا   | 0 - 0 | یوونتوس    | ورزشگاه آرتمیو فرانکی        | ۱۴ سپتامبر | ۱۵:۰۰ |
| ناپولی      | 2 - 0 | سمپدوریا   | ورزشگاه سن پائولو            | ۱۴ سپتامبر | ۱۸:۰۰ |
| اینتر میلان | 1 - 0 | اودینزه    | ورزشگاه سن سیرو              | ۱۴ سپتامبر | ۲۰:۴۵ |
| جنوآ        | 1 - 2 | آتالانتا   | ورزشگاه لوئیجی فراری         | ۱۵ سپتامبر | ۱۲:۳۰ |
| برشا        | 3 - 4 | بولونیا    | ورزشگاه ماریو ریگامونتی      | ۱۵ سپتامبر | ۱۵:۰۰ |
| پارما       | 1 - 3 | کالیاری    | ورزشگاه انیو تاردینی         | ۱۵ سپتامبر | ۱۵:۰۰ |
| اسپال       | ۲ - ۱ | لاتزیو     | ورزشگاه پائولو مازا          | ۱۵ سپتامبر | ۱۵:۰۰ |
| رم          | 4 - 2 | ساسوئولو   | ورزشگاه المپیک رم            | ۱۵ سپتامبر | ۱۸:۰۰ |
| هلاس ورونا  | 0 - 1 | آ.ث. میلان | ورزشگاه مارک آنتونیو بنتگودی | ۱۵ سپتامبر | ۲۰:۴۵ |
| تورینو      | 1 - 2 | لچه        | ورزشگاه المپیک تورین         | ۱۶ سپتامبر | ۲۰:۴۵ |

| کالیاری    | 3 - 1 | جنوا        | ورزشگاه ساردینیا آرنا            | ۲۰ سپتامبر | ۲۰:۴۵ |
| اودینزه    | 0 - 1 | برشا        | ورزشگاه فریولی                   | ۲۱ سپتامبر | ۱۵:۰۰ |
| یوونتوس    | 2 - 1 | هلاس ورونا  | ورزشگاه یوونتوس                  | ۲۱ سپتامبر | ۱۸:۰۰ |
| آ.ث. میلان | 0 - 2 | اینتر میلان | ورزشگاه سن سیرو                  | ۲۱ سپتامبر | ۲۰:۴۵ |
| ساسوئولو   | 3 - 0 | اسپال       | ورزشگاه ماپی – چیتا دل تریکولوره | ۲۲ سپتامبر | ۱۲:۳۰ |
| بولونیا    | 1 - 2 | رم          | ورزشگاه رناتو دلارا              | ۲۲ سپتامبر | ۱۵:۰۰ |
| لچه        | 1 - 4 | ناپولی      | ورزشگاه ویا دل ماره              | ۲۲ سپتامبر | ۱۵:۰۰ |
| سمپدوریا   | 1 - 0 | تورینو      | ورزشگاه لوئیجی فراری             | ۲۲ سپتامبر | ۱۵:۰۰ |
| آتالانتا   | 2 - 2 | فیورنتینا   | ورزشگاه آتلتی آتزوری دایتالیا    | ۲۲ سپتامبر | ۱۸:۰۰ |
| لاتزیو     | 2 - 0 | پارما       | ورزشگاه المپیک رم                | ۲۲ سپتامبر | ۲۰:۴۵ |

| هلاس ورونا  | 0 - 0 | اودینزه    | ورزشگاه مارک آنتونیو بنتگودی | ۲۴ سپتامبر | ۱۹:۰۰ |
| برشا        | 1 - 2 | یوونتوس    | ورزشگاه ماریو ریگامونتی      | ۲۴ سپتامبر | ۲۱:۰۰ |
| رم          | ۰ - ۲ | آتالانتا   | ورزشگاه المپیک رم            | ۲۵ سپتامبر | ۱۹:۰۰ |
| فیورنتینا   | 2 - 1 | سمپدوریا   | ورزشگاه آرتمیو فرانکی        | ۲۵ سپتامبر | ۲۱:۰۰ |
| جنوا        | 0 - 0 | بولونیا    | ورزشگاه لوئیجی فراری         | ۲۵ سپتامبر | ۲۱:۰۰ |
| اینتر میلان | 1 - 0 | لاتزیو     | ورزشگاه سن سیرو              | ۲۵ سپتامبر | ۲۱:۰۰ |
| ناپولی      | 0 - 1 | کالیاری    | ورزشگاه سن پائولو            | ۲۵ سپتامبر | ۲۱:۰۰ |
| پارما       | 1 - 0 | ساسوئولو   | ورزشگاه انیو تاردینی         | ۲۵ سپتامبر | ۲۱:۰۰ |
| اسپال       | ۱ - ۳ | لچه        | ورزشگاه پائولو مازا          | ۲۵ سپتامبر | ۲۱:۰۰ |
| تورینو      | 2 - 1 | آ.ث. میلان | ورزشگاه المپیک تورین         | ۲۶ سپتامبر | ۲۱:۰۰ |

| یوونتوس    | 2 - 0 | اسپال       | ورزشگاه یوونتوس                  | ۲۸ سپتامبر | ۱۵:۰۰ |
| سمپدوریا   | 1 - 3 | اینتر میلان | ورزشگاه لوئیجی فراری             | ۲۸ سپتامبر | ۱۸:۰۰ |
| ساسوئولو   | 1 - 4 | آتالانتا    | ورزشگاه ماپی – چیتا دل تریکولوره | ۲۸ سپتامبر | ۲۰:۴۵ |
| ناپولی     | 2 - 1 | برشا        | ورزشگاه سن پائولو                | ۲۹ سپتامبر | ۱۲:۳۰ |
| لاتزیو     | 4 - 0 | جنوا        | ورزشگاه المپیک رم                | ۲۹ سپتامبر | ۱۵:۰۰ |
| لچه        | 0 - 1 | رم          | ورزشگاه ویا دل ماره              | ۲۹ سپتامبر | ۱۵:۰۰ |
| اودینزه    | 1 - 0 | بولونیا     | ورزشگاه فریولی                   | ۲۹ سپتامبر | ۱۵:۰۰ |
| کالیاری    | 1 - 1 | هلاس ورونا  | ورزشگاه ساردینیا آرنا            | ۲۹ سپتامبر | ۱۸:۰۰ |
| آ.ث. میلان | 1 - 3 | فیورنتینا   | ورزشگاه سن سیرو                  | ۲۹ سپتامبر | ۲۰:۴۵ |
| پارما      | 3 - 2 | تورینو      | ورزشگاه انیو تاردینی             | ۳۰ سپتامبر | ۲۰:۴۵ |

| اسپال       | 1 - 0 | پارما      | ورزشگاه پائولو مازا           | ۵ اکتبر   | ۱۵:۰۰ |
| هلاس ورونا  | 2 - 0 | سمپدوریا   | ورزشگاه مارک آنتونیو بنتگودی  | ۵ اکتبر   | ۱۸:۰۰ |
| جنوا        | 1 - 2 | آ.ث. میلان | ورزشگاه لوئیجی فراری          | ۵ اکتبر   | ۲۰:۴۵ |
| فیورنتینا   | 1 - 0 | اودینزه    | ورزشگاه آرتمیو فرانکی         | ۶ اکتبر   | ۱۲:۳۰ |
| آتالانتا    | 3 - 1 | لچه        | ورزشگاه آتلتی آتزوری دایتالیا | ۶ اکتبر   | ۱۵:۰۰ |
| بولونیا     | 2 - 2 | لاتزیو     | ورزشگاه رناتو دلارا           | ۶ اکتبر   | ۱۵:۰۰ |
| رم          | 1 - 1 | کالیاری    | ورزشگاه المپیک رم             | ۶ اکتبر   | ۱۵:۰۰ |
| تورینو      | 0 - 0 | ناپولی     | ورزشگاه المپیک تورین          | ۶ اکتبر   | ۱۸:۰۰ |
| اینتر میلان | 1 - 2 | یوونتوس    | ورزشگاه سن سیرو               | ۶ اکتبر   | ۲۰:۴۵ |
| برشا        | 0 - 2 | ساسوئولو   | ورزشگاه ماریو ریگامونتی       | ۱۸ دسامبر | ۲۰:۴۵ |

| لاتزیو     | 3 - 3 | آتالانتا    | ورزشگاه المپیک رم                | ۱۹ اکتبر | ۱۵:۰۰ |
| ناپولی     | 2 - 0 | هلاس ورونا  | ورزشگاه سن پائولو                | ۱۹ اکتبر | ۱۸:۰۰ |
| یوونتوس    | 2 - 1 | بولونیا     | ورزشگاه یوونتوس                  | ۱۹ اکتبر | ۲۰:۴۵ |
| ساسوئولو   | 3 - 4 | اینتر میلان | ورزشگاه ماپی – چیتا دل تریکولوره | ۲۰ اکتبر | ۱۲:۳۰ |
| کالیاری    | 2 - 0 | اسپال       | ورزشگاه ساردینیا آرنا            | ۲۰ اکتبر | ۱۵:۰۰ |
| سمپدوریا   | 0 - 0 | رم          | ورزشگاه لوئیجی فراری             | ۲۰ اکتبر | ۱۵:۰۰ |
| اودینزه    | 1 - 0 | تورینو      | ورزشگاه فریولی                   | ۲۰ اکتبر | ۱۵:۰۰ |
| پارما      | 5 - 1 | جنوا        | ورزشگاه انیو تاردینی             | ۲۰ اکتبر | ۱۸:۰۰ |
| آ.ث. میلان | 2 - 2 | لچه         | ورزشگاه سن سیرو                  | ۲۰ اکتبر | ۲۰:۴۵ |
| برشا       | 0 - 0 | فیورنتینا   | ورزشگاه ماریو ریگامونتی          | ۲۱ اکتبر | ۲۰:۴۵ |

| هلاس ورونا  | 0 - 1 | ساسوئولو   | ورزشگاه مارک آنتونیو بنتگودی  | ۲۵ اکتبر | ۲۰:۴۵ |
| لچه         | 1 - 1 | یوونتوس    | ورزشگاه ویا دل ماره           | ۲۶ اکتبر | ۱۵:۰۰ |
| اینتر میلان | 2 - 2 | پارما      | ورزشگاه سن سیرو               | ۲۶ اکتبر | ۱۸:۰۰ |
| جنوا        | 3 - 1 | برشا       | ورزشگاه لوئیجی فراری          | ۲۶ اکتبر | ۲۰:۴۵ |
| بولونیا     | 2 - 1 | سمپدوریا   | ورزشگاه رناتو دلارا           | ۲۷ اکتبر | ۱۲:۳۰ |
| آتالانتا    | 7 - 1 | اودینزه    | ورزشگاه آتلتی آتزوری دایتالیا | ۲۷ اکتبر | ۱۵:۰۰ |
| تورینو      | 1 - 1 | کالیاری    | ورزشگاه المپیک تورین          | ۲۷ اکتبر | ۱۵:۰۰ |
| اسپال       | 1 - 1 | ناپولی     | ورزشگاه پائولو مازا           | ۲۷ اکتبر | ۱۵:۰۰ |
| رم          | 2 - 1 | آ.ث. میلان | ورزشگاه المپیک رم             | ۲۷ اکتبر | ۱۸:۰۰ |
| فیورنتینا   | 1 - 2 | لاتزیو     | ورزشگاه آرتمیو فرانکی         | ۲۷ اکتبر | ۲۰:۴۵ |

| پارما      | 0 - 1 | هلاس ورونا  | ورزشگاه انیو تاردینی             | ۲۹ اکتبر | ۱۹:۰۰ |
| برشا       | 1 - 2 | اینتر میلان | ورزشگاه ماریو ریگامونتی          | ۲۹ اکتبر | ۲۱:۰۰ |
| ناپولی     | 2 - 2 | آتالانتا    | ورزشگاه سن پائولو                | ۳۰ اکتبر | ۱۹:۰۰ |
| کالیاری    | 3 - 2 | بولونیا     | ورزشگاه ساردینیا آرنا            | ۳۰ اکتبر | ۲۱:۰۰ |
| یوونتوس    | 2 - 1 | جنوا        | ورزشگاه یوونتوس                  | ۳۰ اکتبر | ۲۱:۰۰ |
| لاتزیو     | 4 - 0 | تورینو      | ورزشگاه المپیک رم                | ۳۰ اکتبر | ۲۱:۰۰ |
| سمپدوریا   | 1 - 1 | لچه         | ورزشگاه لوئیجی فراری             | ۳۰ اکتبر | ۲۱:۰۰ |
| ساسوئولو   | 1 - 2 | فیورنتینا   | ورزشگاه ماپی – چیتا دل تریکولوره | ۳۰ اکتبر | ۲۱:۰۰ |
| اودینزه    | 0 - 4 | رم          | ورزشگاه فریولی                   | ۳۰ اکتبر | ۲۱:۰۰ |
| آ.ث. میلان | 1 - 0 | اسپال       | ورزشگاه سن سیرو                  | ۳۱ اکتبر | ۲۱:۰۰ |

| رم         | 2 - 1 | ناپولی      | ورزشگاه المپیک رم             | ۲ نوامبر | ۱۵:۰۰ |
| بولونیا    | 1 - 2 | اینتر میلان | ورزشگاه رناتو دلارا           | ۲ نوامبر | ۱۸:۰۰ |
| تورینو     | 0 - 1 | یوونتوس     | ورزشگاه المپیک تورین          | ۲ نوامبر | ۲۰:۴۵ |
| آتالانتا   | 0 - 2 | کالیاری     | ورزشگاه آتلتی آتزوری دایتالیا | ۳ نوامبر | ۱۲:۳۰ |
| جنوا       | 1 - 3 | اودینزه     | ورزشگاه لوئیجی فراری          | ۳ نوامبر | ۱۵:۰۰ |
| هلاس ورونا | 2 - 1 | برشا        | ورزشگاه مارک آنتونیو بنتگودی  | ۳ نوامبر | ۱۵:۰۰ |
| لچه        | 2 - 2 | ساسوئولو    | ورزشگاه ویا دل ماره           | ۳ نوامبر | ۱۵:۰۰ |
| فیورنتینا  | 1 - 1 | پارما       | ورزشگاه آرتمیو فرانکی         | ۳ نوامبر | ۱۸:۰۰ |
| آ.ث. میلان | 1 - 2 | لاتزیو      | ورزشگاه سن سیرو               | ۳ نوامبر | ۲۰:۴۵ |
| اسپال      | 0 - 1 | سمپدوریا    | ورزشگاه پائولو مازا           | ۴ نوامبر | ۲۰:۴۵ |

| ساسوئولو    | 3 - 1 | بولونیا    | ورزشگاه ماپی – چیتا دل تریکولوره | ۸ نوامبر  | ۲۰:۴۵ |
| برشا        | 0 - 4 | تورینو     | ورزشگاه ماریو ریگامونتی          | ۹ نوامبر  | ۱۵:۰۰ |
| اینتر میلان | 2 - 1 | هلاس ورونا | ورزشگاه سن سیرو                  | ۹ نوامبر  | ۱۸:۰۰ |
| ناپولی      | 0 - 0 | جنوا       | ورزشگاه سن پائولو                | ۹ نوامبر  | ۲۰:۴۵ |
| کالیاری     | 5 - 2 | فیورنتینا  | ورزشگاه ساردینیا آرنا            | ۱۰ نوامبر | ۱۲:۳۰ |
| لاتزیو      | 4 - 2 | لچه        | ورزشگاه المپیک رم                | ۱۰ نوامبر | ۱۵:۰۰ |
| سمپدوریا    | 0 - 0 | آتالانتا   | ورزشگاه لوئیجی فراری             | ۱۰ نوامبر | ۱۵:۰۰ |
| اودینزه     | 0 - 0 | اسپال      | ورزشگاه فریولی                   | ۱۰ نوامبر | ۱۵:۰۰ |
| پارما       | 2 - 0 | رم         | ورزشگاه انیو تاردینی             | ۱۰ نوامبر | ۱۸:۰۰ |
| یوونتوس     | 1 - 0 | آ.ث. میلان | ورزشگاه یوونتوس                  | ۱۰ نوامبر | ۲۰:۴۵ |

| آتالانتا   | 1 - 3 | یوونتوس     | ورزشگاه آتلتی آتزوری دایتالیا    | ۲۳ نوامبر | ۱۵:۰۰ |
| آ.ث. میلان | 1 - 1 | ناپولی      | ورزشگاه سن سیرو                  | ۲۳ نوامبر | ۱۸:۰۰ |
| تورینو     | 0 - 3 | اینتر میلان | ورزشگاه المپیک تورین             | ۲۳ نوامبر | ۲۰:۴۵ |
| بولونیا    | 2 - 2 | پارما       | ورزشگاه رناتو دلارا              | ۲۴ نوامبر | ۱۲:۳۰ |
| هلاس ورونا | 1 - 0 | فیورنتینا   | ورزشگاه مارک آنتونیو بنتگودی     | ۲۴ نوامبر | ۱۵:۰۰ |
| رم         | 3 - 0 | برشا        | ورزشگاه المپیک رم                | ۲۴ نوامبر | ۱۵:۰۰ |
| ساسوئولو   | 1 - 2 | لاتزیو      | ورزشگاه ماپی – چیتا دل تریکولوره | ۲۴ نوامبر | ۱۵:۰۰ |
| سمپدوریا   | 2 - 1 | اودینزه     | ورزشگاه لوئیجی فراری             | ۲۴ نوامبر | ۱۸:۰۰ |
| لچه        | 2 - 2 | کالیاری     | ورزشگاه ویا دل ماره              | ۲۵ نوامبر | ۱۵:۰۰ |
| اسپال      | 1 - 1 | جنوا        | ورزشگاه پائولو مازا              | ۲۵ نوامبر | ۲۰:۴۵ |

| برشا        | 0 - 3 | آتالانتا   | ورزشگاه ماریو ریگامونتی      | ۳۰ نوامبر | ۱۵:۰۰ |
| جنوا        | 0 - 1 | تورینو     | ورزشگاه لوئیجی فراری         | ۳۰ نوامبر | ۱۸:۰۰ |
| فیورنتینا   | 0 - 1 | لچه        | ورزشگاه آرتمیو فرانکی        | ۳۰ نوامبر | ۲۰:۴۵ |
| یوونتوس     | 2 - 2 | ساسوئولو   | ورزشگاه یوونتوس              | ۱ دسامبر  | ۱۲:۳۰ |
| اینتر میلان | 2 - 1 | اسپال      | ورزشگاه سن سیرو              | ۱ دسامبر  | ۱۵:۰۰ |
| لاتزیو      | 3 - 0 | اودینزه    | ورزشگاه المپیک رم            | ۱ دسامبر  | ۱۵:۰۰ |
| پارما       | 0 - 1 | آ.ث. میلان | ورزشگاه انیو تاردینی         | ۱ دسامبر  | ۱۵:۰۰ |
| ناپولی      | 1 - 2 | بولونیا    | ورزشگاه سن پائولو            | ۱ دسامبر  | ۱۸:۰۰ |
| هلاس ورونا  | 1 - 3 | رم         | ورزشگاه مارک آنتونیو بنتگودی | ۱ دسامبر  | ۲۰:۴۵ |
| کالیاری     | 4 - 3 | سمپدوریا   | ورزشگاه ساردینیا آرنا        | ۲ دسامبر  | ۲۰:۴۵ |

| اینتر میلان | 0 - 0 | رم         | ورزشگاه سن سیرو                  | ۶ دسامبر | ۲۰:۴۵ |
| آتالانتا    | 3 - 2 | هلاس ورونا | ورزشگاه آتلتی آتزوری دایتالیا    | ۷ دسامبر | ۱۵:۰۰ |
| اودینزه     | 1 - 1 | ناپولی     | ورزشگاه فریولی                   | ۷ دسامبر | ۱۸:۰۰ |
| لاتزیو      | 3 - 1 | یوونتوس    | ورزشگاه المپیک رم                | ۷ دسامبر | ۲۰:۴۵ |
| لچه         | 2 - 2 | جنوا       | ورزشگاه ویا دل ماره              | ۸ دسامبر | ۱۲:۳۰ |
| ساسوئولو    | 2 - 2 | کالیاری    | ورزشگاه ماپی – چیتا دل تریکولوره | ۸ دسامبر | ۱۵:۰۰ |
| اسپال       | 0 - 1 | برشا       | ورزشگاه پائولو مازا              | ۸ دسامبر | ۱۵:۰۰ |
| تورینو      | 2 - 1 | فیورنتینا  | ورزشگاه المپیک تورین             | ۸ دسامبر | ۱۵:۰۰ |
| سمپدوریا    | 0 - 1 | پارما      | ورزشگاه لوئیجی فراری             | ۸ دسامبر | ۱۸:۰۰ |
| بولونیا     | 2 - 3 | آ.ث. میلان | ورزشگاه رناتو دلارا              | ۸ دسامبر | ۲۰:۴۵ |

| برشا       | 3 - 0 | لچه         | ورزشگاه ماریو ریگامونتی      | ۱۴ دسامبر | ۱۵:۰۰ |
| ناپولی     | 1 - 2 | پارما       | ورزشگاه سن پائولو            | ۱۴ دسامبر | ۱۸:۳۰ |
| جنوا       | 0 - 1 | سمپدوریا    | ورزشگاه لوئیجی فراری         | ۱۴ دسامبر | ۲۰:۴۵ |
| هلاس ورونا | 3 - 3 | تورینو      | ورزشگاه مارک آنتونیو بنتگودی | ۱۵ دسامبر | ۱۲:۳۰ |
| آ.ث. میلان | 0 - 0 | ساسوئولو    | ورزشگاه سن سیرو              | ۱۵ دسامبر | ۱۵:۰۰ |
| بولونیا    | 2 - 1 | آتالانتا    | ورزشگاه رناتو دلارا          | ۱۵ دسامبر | ۱۵:۰۰ |
| یوونتوس    | 3 - 1 | اودینزه     | ورزشگاه یوونتوس              | ۱۵ دسامبر | ۱۵:۰۰ |
| رم         | 3 - 1 | اسپال       | ورزشگاه المپیک رم            | ۱۵ دسامبر | ۱۸:۰۰ |
| فیورنتینا  | 1 - 1 | اینتر میلان | ورزشگاه آرتمیو فرانکی        | ۱۵ دسامبر | ۲۰:۴۵ |
| کالیاری    | 1 - 2 | لاتزیو      | ورزشگاه ساردینیا آرنا        | ۱۶ دسامبر | ۲۰:۴۵ |

| سمپدوریا    | 1 - 2 | یوونتوس    | ورزشگاه لوئیجی فراری             | ۱۸ دسامبر | ۱۸:۵۵ |
| فیورنتینا   | 1 - 4 | رم         | ورزشگاه آرتمیو فرانکی            | ۲۰ دسامبر | ۲۰:۴۵ |
| اودینزه     | 2 - 1 | کالیاری    | ورزشگاه فریولی                   | ۲۱ دسامبر | ۱۵:۰۰ |
| اینتر میلان | 4 - 0 | جنوا       | ورزشگاه سن سیرو                  | ۲۱ دسامبر | ۱۸:۰۰ |
| تورینو      | 1 - 2 | اسپال      | ورزشگاه المپیک تورین             | ۲۱ دسامبر | ۲۰:۴۵ |
| آتالانتا    | 5 - 0 | آ.ث. میلان | ورزشگاه آتلتی آتزوری دایتالیا    | ۲۲ دسامبر | ۱۲:۳۰ |
| لچه         | 2 - 3 | بولونیا    | ورزشگاه ویا دل ماره              | ۲۲ دسامبر | ۱۵:۰۰ |
| پارما       | 1 - 1 | برشا       | ورزشگاه انیو تاردینی             | ۲۲ دسامبر | ۱۵:۰۰ |
| ساسوئولو    | 1 - 2 | ناپولی     | ورزشگاه ماپی – چیتا دل تریکولوره | ۲۲ دسامبر | ۲۰:۴۵ |
| لاتزیو      | 0 - 0 | هلاس ورونا | ورزشگاه المپیک رم                | ۵ فوریه   | ۲۰:۴۵ |

| برشا       | 1 - 2 | لاتزیو      | ورزشگاه ماریو ریگامونتی       | ۵ ژانویه | ۱۲:۳۰ |
| اسپال      | 0 - 2 | هلاس ورونا  | ورزشگاه پائولو مازا           | ۵ ژانویه | ۱۵:۰۰ |
| جنوا       | 2 - 1 | ساسوئولو    | ورزشگاه لوئیجی فراری          | ۵ ژانویه | ۱۸:۰۰ |
| رم         | 0 - 2 | تورینو      | ورزشگاه المپیک رم             | ۵ ژانویه | ۲۰:۴۵ |
| بولونیا    | 1 - 1 | فیورنتینا   | ورزشگاه رناتو دلارا           | ۶ ژانویه | ۱۲:۳۰ |
| آتالانتا   | 5 - 0 | پارما       | ورزشگاه آتلتی آتزوری دایتالیا | ۶ ژانویه | ۱۵:۰۰ |
| یوونتوس    | 4 - 0 | کالیاری     | ورزشگاه یوونتوس               | ۶ ژانویه | ۱۵:۰۰ |
| آ.ث. میلان | 0 - 0 | سمپدوریا    | ورزشگاه سن سیرو               | ۶ ژانویه | ۱۵:۰۰ |
| لچه        | 0 - 1 | اودینزه     | ورزشگاه ویا دل ماره           | ۶ ژانویه | ۱۸:۰۰ |
| ناپولی     | 1 - 3 | اینتر میلان | ورزشگاه سن پائولو             | ۶ ژانویه | ۲۰:۴۵ |

| کالیاری     | 0 - 2 | آ.ث. میلان | ورزشگاه ساردینیا آرنا        | ۱۱ ژانویه | ۱۵:۰۰ |
| لاتزیو      | 1 - 0 | ناپولی     | ورزشگاه المپیک رم            | ۱۱ ژانویه | ۱۸:۰۰ |
| اینتر میلان | 1 - 1 | آتالانتا   | ورزشگاه سن سیرو              | ۱۱ ژانویه | ۲۰:۴۵ |
| اودینزه     | 3 - 0 | ساسوئولو   | ورزشگاه فریولی               | ۱۲ ژانویه | ۱۲:۳۰ |
| فیورنتینا   | 1 - 0 | اسپال      | ورزشگاه آرتمیو فرانکی        | ۱۲ ژانویه | ۱۵:۰۰ |
| سمپدوریا    | 5 - 1 | برشا       | ورزشگاه لوئیجی فراری         | ۱۲ ژانویه | ۱۵:۰۰ |
| تورینو      | 1 - 0 | بولونیا    | ورزشگاه المپیک تورین         | ۱۲ ژانویه | ۱۵:۰۰ |
| هلاس ورونا  | 2 - 1 | جنوا       | ورزشگاه مارک آنتونیو بنتگودی | ۱۲ ژانویه | ۱۸:۰۰ |
| رم          | 1 - 2 | یوونتوس    | ورزشگاه المپیک رم            | ۱۲ ژانویه | ۲۰:۴۵ |
| پارما       | 2 - 0 | لچه        | ورزشگاه انیو تاردینی         | ۱۳ ژانویه | ۲۰:۴۵ |

#### نیم‌فصل دوم
| لاتزیو     | 5 - 1 | سمپدوریا    | ورزشگاه المپیک رم                | ۱۸ ژانویه | ۱۵:۰۰ |
| ساسوئولو   | 2 - 1 | تورینو      | ورزشگاه ماپی – چیتا دل تریکولوره | ۱۸ ژانویه | ۱۷:۰۰ |
| ناپولی     | 0 - 2 | فیورنتینا   | ورزشگاه سن پائولو                | ۱۸ ژانویه | ۲۰:۴۵ |
| آ.ث. میلان | 3 - 2 | اودینزه     | ورزشگاه سن سیرو                  | ۱۹ ژانویه | ۱۲:۳۰ |
| بولونیا    | 1 - 1 | هلاس ورونا  | ورزشگاه رناتو دلارا              | ۱۹ ژانویه | ۱۵:۰۰ |
| برشا       | 2 - 2 | کالیاری     | ورزشگاه ماریو ریگامونتی          | ۱۹ ژانویه | ۱۵:۰۰ |
| لچه        | 1 - 1 | اینتر میلان | ورزشگاه ویا دل ماره              | ۱۹ ژانویه | ۱۵:۰۰ |
| جنوا       | 1 - 3 | رم          | ورزشگاه لوئیجی فراری             | ۱۹ ژانویه | ۱۸:۰۰ |
| یوونتوس    | 2 - 1 | پارما       | ورزشگاه یوونتوس                  | ۱۹ ژانویه | ۲۰:۴۵ |
| آتالانتا   | 1 - 2 | اسپال       | ورزشگاه آتلتی آتزوری دایتالیا    | ۲۰ ژانویه | ۲۰:۴۵ |

| برشا        | 0 - 1 | آ.ث. میلان | ورزشگاه ماریو ریگامونتی      | ۲۴ ژانویه | ۲۰:۴۵ |
| اسپال       | 1 - 3 | بولونیا    | ورزشگاه پائولو مازا          | ۲۵ ژانویه | ۱۵:۰۰ |
| فیورنتینا   | 0 - 0 | جنوا       | ورزشگاه آرتمیو فرانکی        | ۲۵ ژانویه | ۱۸:۰۰ |
| تورینو      | 0 - 7 | آتالانتا   | ورزشگاه المپیک تورین         | ۲۵ ژانویه | ۲۰:۴۵ |
| اینتر میلان | 1 - 1 | کالیاری    | ورزشگاه سن سیرو              | ۲۶ ژانویه | ۱۲:۳۰ |
| هلاس ورونا  | 3 - 0 | لچه        | ورزشگاه مارک آنتونیو بنتگودی | ۲۶ ژانویه | ۱۵:۰۰ |
| پارما       | 2 - 0 | اودینزه    | ورزشگاه انیو تاردینی         | ۲۶ ژانویه | ۱۵:۰۰ |
| سمپدوریا    | 0 - 0 | ساسوئولو   | ورزشگاه لوئیجی فراری         | ۲۶ ژانویه | ۱۵:۰۰ |
| رم          | 1 - 1 | لاتزیو     | ورزشگاه المپیک رم            | ۲۶ ژانویه | ۱۸:۰۰ |
| ناپولی      | 2 - 1 | یوونتوس    | ورزشگاه سن پائولو            | ۲۶ ژانویه | ۲۰:۴۵ |

| بولونیا    | 2 - 1 | برشا        | ورزشگاه رناتو دلارا              | ۱ فوریه | ۱۵:۰۰ |
| کالیاری    | 2 - 2 | پارما       | ورزشگاه ساردینیا آرنا            | ۱ فوریه | ۱۸:۰۰ |
| ساسوئولو   | 4 - 2 | رم          | ورزشگاه ماپی – چیتا دل تریکولوره | ۱ فوریه | ۲۰:۴۵ |
| یوونتوس    | 3 - 0 | فیورنتینا   | ورزشگاه یوونتوس                  | ۲ فوریه | ۱۲:۳۰ |
| آتالانتا   | 2 - 2 | جنوا        | ورزشگاه آتلتی آتزوری دایتالیا    | ۲ فوریه | ۱۵:۰۰ |
| لاتزیو     | 5 - 1 | اسپال       | ورزشگاه المپیک رم                | ۲ فوریه | ۱۵:۰۰ |
| آ.ث. میلان | 1 - 1 | هلاس ورونا  | ورزشگاه سن سیرو                  | ۲ فوریه | ۱۵:۰۰ |
| لچه        | 4 - 0 | تورینو      | ورزشگاه ویا دل ماره              | ۲ فوریه | ۱۸:۰۰ |
| اودینزه    | 0 - 2 | اینتر میلان | ورزشگاه فریولی                   | ۲ فوریه | ۲۰:۴۵ |
| سمپدوریا   | 2 - 4 | ناپولی      | ورزشگاه لوئیجی فراری             | ۳ فوریه | ۲۰:۴۵ |

| رم          | 2 - 3 | بولونیا    | ورزشگاه المپیک رم            | ۷ فوریه | ۲۰:۴۵ |
| فیورنتینا   | 1 - 2 | آتالانتا   | ورزشگاه آرتمیو فرانکی        | ۸ فوریه | ۱۵:۰۰ |
| تورینو      | 1 - 3 | سمپدوریا   | ورزشگاه المپیک تورین         | ۸ فوریه | ۱۸:۰۰ |
| هلاس ورونا  | 2 - 1 | یوونتوس    | ورزشگاه مارک آنتونیو بنتگودی | ۸ فوریه | ۲۰:۴۵ |
| اسپال       | 1 - 2 | ساسوئولو   | ورزشگاه پائولو مازا          | ۹ فوریه | ۱۲:۳۰ |
| برشا        | 1 - 1 | اودینزه    | ورزشگاه ماریو ریگامونتی      | ۹ فوریه | ۱۵:۰۰ |
| جنوا        | 1 - 0 | کالیاری    | ورزشگاه لوئیجی فراری         | ۹ فوریه | ۱۵:۰۰ |
| ناپولی      | 2 - 3 | لچه        | ورزشگاه سن پائولو            | ۹ فوریه | ۱۵:۰۰ |
| پارما       | 0 - 1 | لاتزیو     | ورزشگاه انیو تاردینی         | ۹ فوریه | ۱۸:۰۰ |
| اینتر میلان | 4 - 2 | آ.ث. میلان | ورزشگاه سن سیرو              | ۹ فوریه | ۲۰:۴۵ |

| لچه        | 2 - 1 | اسپال       | ورزشگاه ویا دل ماره              | ۱۵ فوریه | ۱۵:۰۰ |
| بولونیا    | 0 - 3 | جنوا        | ورزشگاه رناتو دلارا              | ۱۵ فوریه | ۱۸:۰۰ |
| آتالانتا   | 2 - 1 | رم          | ورزشگاه آتلتی آتزوری دایتالیا    | ۱۵ فوریه | ۲۰:۴۵ |
| اودینزه    | 0 - 0 | هلاس ورونا  | ورزشگاه فریولی                   | ۱۶ فوریه | ۱۲:۳۰ |
| یوونتوس    | 2 - 0 | برشا        | ورزشگاه یوونتوس                  | ۱۶ فوریه | ۱۵:۰۰ |
| سمپدوریا   | 1 - 5 | فیورنتینا   | ورزشگاه لوئیجی فراری             | ۱۶ فوریه | ۱۵:۰۰ |
| ساسوئولو   | 0 - 1 | پارما       | ورزشگاه ماپی – چیتا دل تریکولوره | ۱۶ فوریه | ۱۵:۰۰ |
| کالیاری    | 0 - 1 | ناپولی      | ورزشگاه ساردینیا آرنا            | ۱۶ فوریه | ۱۸:۰۰ |
| لاتزیو     | 2 - 1 | اینتر میلان | ورزشگاه المپیک رم                | ۱۶ فوریه | ۲۰:۴۵ |
| آ.ث. میلان | 1 - 0 | تورینو      | ورزشگاه سن سیرو                  | ۱۷ فوریه | ۲۰:۴۵ |

| برشا        | 1 - 2 | ناپولی     | ورزشگاه ماریو ریگامونتی       | ۲۱ فوریه | ۲۰:۴۵ |
| بولونیا     | 1 - 1 | اودینزه    | ورزشگاه رناتو دلارا           | ۲۲ فوریه | ۱۵:۰۰ |
| اسپال       | 1 - 2 | یوونتوس    | ورزشگاه پائولو مازا           | ۲۲ فوریه | ۱۸:۰۰ |
| فیورنتینا   | 1 - 1 | آ.ث. میلان | ورزشگاه آرتمیو فرانکی         | ۲۲ فوریه | ۲۰:۴۵ |
| جنوا        | 2 - 3 | لاتزیو     | ورزشگاه لوئیجی فراری          | ۲۳ فوریه | ۱۲:۳۰ |
| رم          | 4 - 0 | لچه        | ورزشگاه المپیک رم             | ۲۳ فوریه | ۱۸:۰۰ |
| تورینو      | 1 - 1 | پارما      | ورزشگاه المپیک تورین          | ۲۰ ژوئن  | ۱۹:۳۰ |
| هلاس ورونا  | 2 - 1 | کالیاری    | ورزشگاه مارک آنتونیو بنتگودی  | ۲۰ ژوئن  | ۲۱:۴۵ |
| آتالانتا    | 4 - 1 | ساسوئولو   | ورزشگاه آتلتی آتزوری دایتالیا | ۲۱ ژوئن  | ۱۹:۳۰ |
| اینتر میلان | 2 - 1 | سمپدوریا   | ورزشگاه سن سیرو               | ۲۱ ژوئن  | ۲۱:۴۵ |

| لاتزیو     | 2 - 0 | بولونیا     | ورزشگاه المپیک رم                | ۲۹ فوریه | ۱۵:۰۰ |
| ناپولی     | 2 - 1 | تورینو      | ورزشگاه سن پائولو                | ۲۹ فوریه | ۲۰:۴۵ |
| لچه        | 2 - 7 | آتالانتا    | ورزشگاه ویا دل ماره              | ۱ مارس   | ۱۵:۰۰ |
| کالیاری    | 3 - 4 | رم          | ورزشگاه ساردینیا آرنا            | ۱ مارس   | ۱۸:۰۰ |
| پارما      | 0 - 1 | اسپال       | ورزشگاه انیو تاردینی             | ۸ مارس   | ۱۳:۴۵ |
| سمپدوریا   | 2 - 1 | هلاس ورونا  | ورزشگاه لوئیجی فراری             | ۸ مارس   | ۱۵:۰۰ |
| آ.ث. میلان | 1 - 2 | جنوا        | ورزشگاه سن سیرو                  | ۸ مارس   | ۱۵:۰۰ |
| اودینزه    | 0 - 0 | فیورنتینا   | ورزشگاه فریولی                   | ۸ مارس   | ۱۸:۰۰ |
| یوونتوس    | 2 - 0 | اینتر میلان | ورزشگاه یوونتوس                  | ۸ مارس   | ۲۰:۴۵ |
| ساسوئولو   | 3 - 0 | برشا        | ورزشگاه ماپی – چیتا دل تریکولوره | ۹ مارس   | ۱۸:۳۰ |

| لچه         | 1 - 4 | آ.ث. میلان | ورزشگاه ویا دل ماره           | ۲۲ ژوئن | ۱۹:۳۰ |
| فیورنتینا   | 1 - 1 | برشا       | ورزشگاه آرتمیو فرانکی         | ۲۲ ژوئن | ۱۹:۳۰ |
| بولونیا     | 0 - 2 | یوونتوس    | ورزشگاه رناتو دلارا           | ۲۲ ژوئن | ۲۱:۴۵ |
| هلاس ورونا  | 0 - 2 | ناپولی     | ورزشگاه مارک آنتونیو بنتگودی  | ۲۳ ژوئن | ۱۹:۳۰ |
| اسپال       | 0 - 1 | کالیاری    | ورزشگاه پائولو مازا           | ۲۳ ژوئن | ۱۹:۳۰ |
| جنوا        | 1 - 4 | پارما      | ورزشگاه لوئیجی فراری          | ۲۳ ژوئن | ۲۱:۴۵ |
| تورینو      | 1 - 0 | اودینزه    | ورزشگاه المپیک تورین          | ۲۳ ژوئن | ۲۱:۴۵ |
| اینتر میلان | 3 - 3 | ساسوئولو   | ورزشگاه سن سیرو               | ۲۴ ژوئن | ۱۹:۳۰ |
| آتالانتا    | 3 - 2 | لاتزیو     | ورزشگاه آتلتی آتزوری دایتالیا | ۲۴ ژوئن | ۲۱:۴۵ |
| رم          | 2 - 1 | سمپدوریا   | ورزشگاه المپیک رم             | ۲۴ ژوئن | ۲۱:۴۵ |

| یوونتوس    | 4 - 0 | لچه         | ورزشگاه یوونتوس                  | ۲۶ ژوئن | ۲۱:۴۵ |
| برشا       | 2 - 2 | جنوا        | ورزشگاه ماریو ریگامونتی          | ۲۷ ژوئن | ۱۷:۱۵ |
| کالیاری    | 4 - 2 | تورینو      | ورزشگاه ساردینیا آرنا            | ۲۷ ژوئن | ۱۹:۳۰ |
| لاتزیو     | 2 - 1 | فیورنتینا   | ورزشگاه المپیک رم                | ۲۷ ژوئن | ۲۱:۴۵ |
| آ.ث. میلان | 2 - 0 | رم          | ورزشگاه سن سیرو                  | ۲۸ ژوئن | ۱۷:۱۵ |
| سمپدوریا   | 1 - 2 | بولونیا     | ورزشگاه لوئیجی فراری             | ۲۸ ژوئن | ۱۹:۳۰ |
| ساسوئولو   | 3 - 3 | هلاس ورونا  | ورزشگاه ماپی – چیتا دل تریکولوره | ۲۸ ژوئن | ۱۹:۳۰ |
| ناپولی     | 3 - 1 | اسپال       | ورزشگاه سن پائولو                | ۲۸ ژوئن | ۱۹:۳۰ |
| اودینزه    | 2 - 3 | آتالانتا    | ورزشگاه فریولی                   | ۲۸ ژوئن | ۱۹:۳۰ |
| پارما      | 1 - 2 | اینتر میلان | ورزشگاه انیو تاردینی             | ۲۸ ژوئن | ۲۱:۴۵ |

| تورینو      | 1 - 2 | لاتزیو     | ورزشگاه المپیک تورین          | ۳۰ ژوئن | ۱۹:۳۰ |
| جنوا        | 1 - 3 | یوونتوس    | ورزشگاه لوئیجی فراری          | ۳۰ ژوئن | ۲۱:۴۵ |
| بولونیا     | 1 - 1 | کالیاری    | ورزشگاه رناتو دلارا           | ۱ ژوئیه | ۱۹:۳۰ |
| اینتر میلان | 6 - 0 | برشا       | ورزشگاه سن سیرو               | ۱ ژوئیه | ۱۹:۳۰ |
| فیورنتینا   | 1 - 3 | ساسوئولو   | ورزشگاه آرتمیو فرانکی         | ۱ ژوئیه | ۲۱:۴۵ |
| اسپال       | 2 - 2 | آ.ث. میلان | ورزشگاه پائولو مازا           | ۱ ژوئیه | ۲۱:۴۵ |
| هلاس ورونا  | 3 - 2 | پارما      | ورزشگاه مارک آنتونیو بنتگودی  | ۱ ژوئیه | ۲۱:۴۵ |
| لچه         | 1 - 2 | سمپدوریا   | ورزشگاه ویا دل ماره           | ۱ ژوئیه | ۲۱:۴۵ |
| آتالانتا    | 2 - 0 | ناپولی     | ورزشگاه آتلتی آتزوری دایتالیا | ۲ ژوئیه | ۱۹:۳۰ |
| رم          | 0 - 2 | اودینزه    | ورزشگاه المپیک رم             | ۲ ژوئیه | ۲۱:۴۵ |

| یوونتوس     | 4 - 1 | تورینو     | ورزشگاه یوونتوس                  | ۴ ژوئیه | ۱۷:۱۵ |
| ساسوئولو    | 4 - 2 | لچه        | ورزشگاه ماپی – چیتا دل تریکولوره | ۴ ژوئیه | ۱۹:۳۰ |
| لاتزیو      | 0 - 3 | آ.ث. میلان | ورزشگاه المپیک رم                | ۴ ژوئیه | ۲۱:۴۵ |
| اینتر میلان | 1 - 2 | بولونیا    | ورزشگاه سن سیرو                  | ۵ ژوئیه | ۱۷:۱۵ |
| کالیاری     | 0 - 1 | آتالانتا   | ورزشگاه ساردینیا آرنا            | ۵ ژوئیه | ۱۹:۳۰ |
| برشا        | 2 - 0 | هلاس ورونا | ورزشگاه ماریو ریگامونتی          | ۵ ژوئیه | ۱۹:۳۰ |
| پارما       | 1 - 2 | فیورنتینا  | ورزشگاه انیو تاردینی             | ۵ ژوئیه | ۱۹:۳۰ |
| سمپدوریا    | 3 - 0 | اسپال      | ورزشگاه لوئیجی فراری             | ۵ ژوئیه | ۱۹:۳۰ |
| اودینزه     | 2 - 2 | جنوا       | ورزشگاه فریولی                   | ۵ ژوئیه | ۱۹:۳۰ |
| ناپولی      | 2 - 1 | رم         | ورزشگاه سن پائولو                | ۵ ژوئیه | ۲۱:۴۵ |

| لچه        | 2 - 1 | لاتزیو      | ورزشگاه ویا دل ماره           | ۷ ژوئیه | ۱۹:۳۰ |
| آ.ث. میلان | 4 - 2 | یوونتوس     | ورزشگاه سن سیرو               | ۷ ژوئیه | ۲۱:۴۵ |
| فیورنتینا  | 0 - 0 | کالیاری     | ورزشگاه آرتمیو فرانکی         | ۸ ژوئیه | ۱۹:۳۰ |
| جنوا       | 1 - 2 | ناپولی      | ورزشگاه لوئیجی فراری          | ۸ ژوئیه | ۱۹:۳۰ |
| آتالانتا   | 2 - 0 | سمپدوریا    | ورزشگاه آتلتی آتزوری دایتالیا | ۸ ژوئیه | ۲۱:۴۵ |
| بولونیا    | 1 - 2 | ساسوئولو    | ورزشگاه رناتو دلارا           | ۸ ژوئیه | ۲۱:۴۵ |
| رم         | 2 - 1 | پارما       | ورزشگاه المپیک رم             | ۸ ژوئیه | ۲۱:۴۵ |
| تورینو     | 3 - 1 | برشا        | ورزشگاه المپیک تورین          | ۸ ژوئیه | ۲۱:۴۵ |
| اسپال      | 0 - 3 | اودینزه     | ورزشگاه پائولو مازا           | ۹ ژوئیه | ۱۹:۳۰ |
| هلاس ورونا | 2 - 2 | اینتر میلان | ورزشگاه مارک آنتونیو بنتگودی  | ۹ ژوئیه | ۲۱:۴۵ |

| لاتزیو      | 1 - 2 | ساسوئولو   | ورزشگاه المپیک رم       | ۱۱ ژوئیه | ۱۷:۱۵ |
| برشا        | 0 - 3 | رم         | ورزشگاه ماریو ریگامونتی | ۱۱ ژوئیه | ۱۹:۳۰ |
| یوونتوس     | 2 - 2 | آتالانتا   | ورزشگاه یوونتوس         | ۱۱ ژوئیه | ۲۱:۴۵ |
| جنوا        | 2 - 0 | اسپال      | ورزشگاه لوئیجی فراری    | ۱۲ ژوئیه | ۱۷:۱۵ |
| کالیاری     | 0 - 0 | لچه        | ورزشگاه ساردینیا آرنا   | ۱۲ ژوئیه | ۱۹:۳۰ |
| فیورنتینا   | 1 - 1 | هلاس ورونا | ورزشگاه آرتمیو فرانکی   | ۱۲ ژوئیه | ۱۹:۳۰ |
| پارما       | 2 - 2 | بولونیا    | ورزشگاه انیو تاردینی    | ۱۲ ژوئیه | ۱۹:۳۰ |
| اودینزه     | 1 - 3 | سمپدوریا   | ورزشگاه فریولی          | ۱۲ ژوئیه | ۱۹:۳۰ |
| ناپولی      | 2 - 2 | آ.ث. میلان | ورزشگاه سن پائولو       | ۱۲ ژوئیه | ۲۱:۴۵ |
| اینتر میلان | 3 - 1 | تورینو     | ورزشگاه سن سیرو         | ۱۳ ژوئیه | ۲۱:۴۵ |

| آتالانتا   | 6 - 2 | برشا        | ورزشگاه آتلتی آتزوری دایتالیا    | ۱۴ ژوئیه | ۲۱:۴۵ |
| بولونیا    | 1 - 1 | ناپولی      | ورزشگاه رناتو دلارا              | ۱۵ ژوئیه | ۱۹:۳۰ |
| آ.ث. میلان | 3 - 1 | پارما       | ورزشگاه سن سیرو                  | ۱۵ ژوئیه | ۱۹:۳۰ |
| سمپدوریا   | 3 - 0 | کالیاری     | ورزشگاه لوئیجی فراری             | ۱۵ ژوئیه | ۱۹:۳۰ |
| لچه        | 1 - 3 | فیورنتینا   | ورزشگاه ویا دل ماره              | ۱۵ ژوئیه | ۲۱:۴۵ |
| رم         | 2 - 1 | هلاس ورونا  | ورزشگاه المپیک رم                | ۱۵ ژوئیه | ۲۱:۴۵ |
| ساسوئولو   | 3 - 3 | یوونتوس     | ورزشگاه ماپی – چیتا دل تریکولوره | ۱۵ ژوئیه | ۲۱:۴۵ |
| اودینزه    | 0 - 0 | لاتزیو      | ورزشگاه فریولی                   | ۱۵ ژوئیه | ۲۱:۴۵ |
| تورینو     | 3 - 0 | جنوا        | ورزشگاه المپیک تورین             | ۱۶ ژوئیه | ۱۹:۳۰ |
| اسپال      | 0 - 4 | اینتر میلان | ورزشگاه پائولو مازا              | ۱۶ ژوئیه | ۲۱:۴۵ |

| هلاس ورونا | 1 - 1 | آتالانتا    | ورزشگاه مارک آنتونیو بنتگودی | ۱۸ ژوئیه | ۱۷:۱۵ |
| کالیاری    | 1 - 1 | ساسوئولو    | ورزشگاه ساردینیا آرنا        | ۱۸ ژوئیه | ۱۹:۳۰ |
| آ.ث. میلان | 5 - 1 | بولونیا     | ورزشگاه سن سیرو              | ۱۸ ژوئیه | ۲۱:۴۵ |
| پارما      | 2 - 3 | سمپدوریا    | ورزشگاه انیو تاردینی         | ۱۹ ژوئیه | ۱۷:۱۵ |
| برشا       | 2 - 1 | اسپال       | ورزشگاه ماریو ریگامونتی      | ۱۹ ژوئیه | ۱۹:۳۰ |
| فیورنتینا  | 2 - 0 | تورینو      | ورزشگاه آرتمیو فرانکی        | ۱۹ ژوئیه | ۱۹:۳۰ |
| جنوا       | 2 - 1 | لچه         | ورزشگاه لوئیجی فراری         | ۱۹ ژوئیه | ۱۹:۳۰ |
| ناپولی     | 2 - 1 | اودینزه     | ورزشگاه سن پائولو            | ۱۹ ژوئیه | ۱۹:۳۰ |
| رم         | 2 - 2 | اینتر میلان | ورزشگاه المپیک رم            | ۱۹ ژوئیه | ۲۱:۴۵ |
| یوونتوس    | 2 - 1 | لاتزیو      | ورزشگاه یوونتوس              | ۲۰ ژوئیه | ۲۱:۴۵ |

| آتالانتا    | 1 - 0 | بولونیا    | ورزشگاه آتلتی آتزوری دایتالیا    | ۲۱ ژوئیه | ۱۹:۳۰ |
| ساسوئولو    | 1 - 2 | آ.ث. میلان | ورزشگاه ماپی – چیتا دل تریکولوره | ۲۱ ژوئیه | ۲۱:۴۵ |
| پارما       | 2 - 1 | ناپولی     | ورزشگاه انیو تاردینی             | ۲۲ ژوئیه | ۱۹:۳۰ |
| اینتر میلان | 0 - 0 | فیورنتینا  | ورزشگاه سن سیرو                  | ۲۲ ژوئیه | ۲۱:۴۵ |
| لچه         | 3 - 1 | برشا       | ورزشگاه ویا دل ماره              | ۲۲ ژوئیه | ۲۱:۴۵ |
| سمپدوریا    | 1 - 2 | جنوا       | ورزشگاه لوئیجی فراری             | ۲۲ ژوئیه | ۲۱:۴۵ |
| اسپال       | 1 - 6 | رم         | ورزشگاه پائولو مازا              | ۲۲ ژوئیه | ۲۱:۴۵ |
| تورینو      | 1 - 1 | هلاس ورونا | ورزشگاه المپیک تورین             | ۲۲ ژوئیه | ۲۱:۴۵ |
| اودینزه     | 2 - 1 | یوونتوس    | ورزشگاه فریولی                   | ۲۳ ژوئیه | ۱۹:۳۰ |
| لاتزیو      | 2 - 1 | کالیاری    | ورزشگاه المپیک رم                | ۲۳ ژوئیه | ۲۱:۴۵ |

| آ.ث. میلان  | 1 - 1 | آتالانتا    | ورزشگاه سن سیرو              | ۲۴ ژوئیه | ۲۱:۴۵ |
| برشا        | 1 - 2 | پارما       | ورزشگاه ماریو ریگامونتی      | ۲۵ ژوئیه | ۱۷:۱۵ |
| جنوا        | 0 - 3 | اینتر میلان | ورزشگاه لوئیجی فراری         | ۲۵ ژوئیه | ۱۹:۳۰ |
| ناپولی      | 2 - 0 | ساسوئولو    | ورزشگاه سن پائولو            | ۲۵ ژوئیه | ۲۱:۴۵ |
| بولونیا     | 3 - 2 | لچه         | ورزشگاه رناتو دلارا          | ۲۶ ژوئیه | ۱۷:۱۵ |
| کالیاری     | 0 - 1 | اودینزه     | ورزشگاه ساردینیا آرنا        | ۲۶ ژوئیه | ۱۹:۳۰ |
| هلاس ورونا  | 1 - 5 | لاتزیو      | ورزشگاه مارک آنتونیو بنتگودی | ۲۶ ژوئیه | ۱۹:۳۰ |
| رم          | 2 - 1 | فیورنتینا   | ورزشگاه المپیک رم            | ۲۶ ژوئیه | ۱۹:۳۰ |
| اسپال       | 1 - 1 | تورینو      | ورزشگاه پائولو مازا          | ۲۶ ژوئیه | ۱۹:۳۰ |
| یوونتوس (C) | 2 - 0 | سمپدوریا    | ورزشگاه یوونتوس              | ۲۶ ژوئیه | ۲۱:۴۵ |

| پارما       | 1 - 2 | آتالانتا   | ورزشگاه انیو تاردینی             | ۲۸ ژوئیه | ۱۹:۳۰ |
| اینتر میلان | 2 - 0 | ناپولی     | ورزشگاه سن سیرو                  | ۲۸ ژوئیه | ۲۱:۴۵ |
| هلاس ورونا  | 3 - 0 | اسپال      | ورزشگاه مارک آنتونیو بنتگودی     | ۲۹ ژوئیه | ۱۹:۳۰ |
| لاتزیو      | 2 - 0 | برشا       | ورزشگاه المپیک رم                | ۲۹ ژوئیه | ۱۹:۳۰ |
| سمپدوریا    | 1 - 4 | آ.ث. میلان | ورزشگاه لوئیجی فراری             | ۲۹ ژوئیه | ۱۹:۳۰ |
| ساسوئولو    | 5 - 0 | جنوا       | ورزشگاه ماپی – چیتا دل تریکولوره | ۲۹ ژوئیه | ۱۹:۳۰ |
| اودینزه     | 1 - 2 | لچه        | ورزشگاه فریولی                   | ۲۹ ژوئیه | ۱۹:۳۰ |
| کالیاری     | 2 - 0 | یوونتوس    | ورزشگاه ساردینیا آرنا            | ۲۹ ژوئیه | ۲۱:۴۵ |
| فیورنتینا   | 4 - 0 | بولونیا    | ورزشگاه آرتمیو فرانکی            | ۲۹ ژوئیه | ۲۱:۴۵ |
| تورینو      | 2 - 3 | رم         | ورزشگاه المپیک تورین             | ۲۹ ژوئیه | ۲۱:۴۵ |

| برشا       | 1 - 1 | سمپدوریا    | ورزشگاه ماریو ریگامونتی          | ۱ اوت | ۱۸:۰۰ |
| آتالانتا   | 0 - 2 | اینتر میلان | ورزشگاه آتلتی آتزوری دایتالیا    | ۱ اوت | ۲۰:۴۵ |
| یوونتوس    | 1 - 3 | رم          | ورزشگاه یوونتوس                  | ۱ اوت | ۲۰:۴۵ |
| آ.ث. میلان | 3 - 0 | کالیاری     | ورزشگاه سن سیرو                  | ۱ اوت | ۲۰:۴۵ |
| ناپولی     | 3 - 1 | لاتزیو      | ورزشگاه سن پائولو                | ۱ اوت | ۲۰:۴۵ |
| اسپال      | 1 - 3 | فیورنتینا   | ورزشگاه پائولو مازا              | ۲ اوت | ۱۸:۰۰ |
| بولونیا    | 1 - 1 | تورینو      | ورزشگاه رناتو دلارا              | ۲ اوت | ۲۰:۴۵ |
| جنوا       | 3 - 0 | هلاس ورونا  | ورزشگاه لوئیجی فراری             | ۲ اوت | ۲۰:۴۵ |
| لچه        | 3 - 4 | پارما       | ورزشگاه ویا دل ماره              | ۲ اوت | ۲۰:۴۵ |
| ساسوئولو   | 0 - 1 | اودینزه     | ورزشگاه ماپی – چیتا دل تریکولوره | ۲ اوت | ۲۰:۴۵ |

## آمار فصل
| بازیکن            | تیم         | گل | بازی | م.گ. |
| ----------------- | ----------- | -- | ---- | ---- |
| چیرو ایموبیله     | لاتزیو      | ۳۶ | ۳۷   | ۰٫۹۷ |
| کریستیانو رونالدو | یوونتوس     | ۳۱ | ۳۳   | ۰٫۹۴ |
| روملو لوکاکو      | اینتر میلان | ۲۳ | ۳۶   | ۰٫۶۴ |
| فرانچسکو کاپوتو   | ساسوئولو    | ۲۱ | ۳۵   | ۰٫۶  |
| دووان زاپاتا      | آتالانتا    | ۱۸ | ۲۷   | ۰٫۶۷ |
| لوئیس موریل       | آتالانتا    | ۱۸ | ۳۳   | ۰٫۵۶ |
| ژوائو پدرو        | کالیاری     | ۱۸ | ۳۵   | ۰٫۵۱ |
| آندره‌آ بلوتی      | تورینو      | ۱۶ | ۳۴   | ۰٫۴۷ |
| یوسیپ ایلیچیچ     | آتالانتا    | ۱۵ | ۲۶   | ۰٫۵۸ |
| ادین جکو          | رم          | ۱۵ | ۳۴   | ۰٫۴۴ |
| لوتارو مارتینس    | اینتر میلان | ۱۴ | ۳۴   | ۰٫۴۱ |
| دومنیکو براردی    | ساسوئولو    | ۱۴ | ۲۹   | ۰٫۴۵ |
| مارکو مانکوسو     | لچه         | ۱۳ | ۳۱   | ۰٫۴۲ |
| آندره‌آ پتانیا     | اسپال       | ۱۲ | ۳۵   | ۰٫۳۴ |
| آندرئاس کورنلیوس  | پارما       | ۱۱ | ۲۵   | ۰٫۴۴ |

| بازیکن              | تیم      | گل‌به‌خودی‌ها |
| ------------------- | -------- | ---------- |
| کالیدو کولیبالی     | ناپولی   | ۱          |
| استفانو سابلی       | برشا     | ۱          |
| کریستین زاپاتا      | جنوا     | ۱          |
| خوزه لوئیس پالومینو | آتالانتا | ۱          |

| بازیکن             | تیم         | پاس | بازی‌ |
| ------------------ | ----------- | --- | ---- |
| پاپو گومز          | آتالانتا    | ۱۶  | ۳۳   |
| لوئیس آلبرتو رومرو | لاتزیو      | ۱۵  | ۳۱   |
| دومنیکو براردی     | ساسوئولو    | ۱۰  | ۳۱   |
| لورنتزو پلگرینی    | رم          | ۹   | ۲۹   |
| هاکان چالهان‌اوغلو  | میلان       | ۹   | ۳۵   |
| چیرو ایموبیله      | لاتزیو      | ۹   | ۳۸   |
| الکسیس سانچز       | اینتر میلان | ۸   | ۲۲   |
| رودریگو بنتنکور    | یوونتوس     | ۸   | ۳۰   |
| روبین گوزنز        | یوونتوس     | ۸   | ۳۴   |
| دیان کولوسوسکی     | پارما       | ۸   | ۳۵   |
| رجا ناینگولان      | کالیاری     | ۷   | ۳۲   |
| دریس مرتنز         | ناپولی      | ۷   | ۳۲   |
| خوسه کایخون        | ناپولی      | ۷   | ۳۳   |
| آنتونیو کاندروا    | اینتر میلان | ۷   | ۳۳   |
| سکو فوفانا         | اودینزه     | ۷   | ۳۳   |
| لوتارو مارتینس     | اینتر میلان | ۷   | ۳۵   |
| فرانچسکو کاپوتو    | ساسوئولو    | ۷   | ۳۵   |
| ادین جکو           | رم          | ۷   | ۳۵   |
| ساندرو تونالی      | برشا        | ۷   | ۳۵   |
| دارکو لازوویچ      | هلاس ورونا  | ۷   | ۳۸   |
| اریک پولگار        | فیورنتینا   | ۷   | ۳۸   |

### هت-تریک‌ها
| تاریخ      | بازیکن            | گل‌ها              | میزبان     | نتیجه | مهمان    | هفته    |
| ---------- | ----------------- | ----------------- | ---------- | ----- | -------- | ------- |
| ۰۱/۰۹/۲۰۱۹ | دومنیکو براردی    | ۲۹'، ۳۶'، ۴۳'     | ساسوئولو   | ۴ - ۱ | سمپدوریا | هفته ۲  |
| ۲۰/۱۰/۲۰۱۹ | آندریاس کورنلیوس  | ۴۲'، ۴۵+۱'، ۵۰'   | پارما      | ۵ - ۱ | جنوا     | هفته ۸  |
| ۲۷/۱۰/۲۰۱۹ | لوئیس موریل       | ۳۵'، ۴۷'، ۷۵'     | آتالانتا   | ۷ - ۱ | اودینزه  | هفته ۹  |
| ۰۶/۰۱/۲۰۲۰ | کریستیانو رونالدو | ۴۹'، ۶۷'، ۸۲'     | یوونتوس    | ۴ - ۰ | کالیاری  | هفته ۱۸ |
| ۱۸/۰۱/۲۰۲۰ | چیرو ایموبیله     | ۱۷'، ۲۰'، ۶۵'     | لاتزیو     | ۵ - ۱ | سمپدوریا | هفته ۲۰ |
| ۲۵/۰۱/۲۰۲۰ | یوسیپ ایلیچیچ     | ۱۷'، ۵۳'، ۵۴'     | تورینو     | ۰ - ۷ | آتالانتا | هفته ۲۱ |
| ۰۱/۰۳/۲۰۲۰ | دووان زاپاتا      | ۲۲'، ۵۴'، ۶۲'     | لچه        | ۲ - ۷ | آتالانتا | هفته ۲۶ |
| ۲۳/۰۶/۲۰۲۰ | آندریاس کورنلیوس  | ۱۸'، ۳۳'، ۵۳'     | جنوا       | ۱ - ۴ | پارما    | هفته ۲۷ |
| ۱۴/۰۷/۲۰۲۰ | ماریو پاشالیچ     | ۲'، ۵۵'، ۵۸'      | آتالانتا   | ۶ - ۲ | برشا     | هفته ۳۳ |
| ۲۶/۰۷/۲۰۲۰ | چیرو ایموبیله     | ۴۵+۶'، ۸۴'، ۹۰+۴' | هلاس ورونا | ۱ - ۵ | لاتزیو   | هفته ۳۶ |
| ۲۹/۰۷/۲۰۲۰ | فدریکو کیه‌زا      | ۴۸'، ۵۴'، ۸۹'     | فیورنتینا  | ۴ - ۰ | بولونیا  | هفته ۳۷ |

### کلین شیت‌ها
| رتبه | بازیکن             | باشگاه                    | کلین-شیت | منبع   |
| ---- | ------------------ | ------------------------- | -------- | ------ |
| ۱    | خوان موسو          | باشگاه فوتبال اودینزه     | ۱۴       | [ ۶۴ ] |
| ۲    | سمیر هاندانوویچ    | باشگاه فوتبال اینتر میلان | ۱۳       | [ ۶۴ ] |
| ۳    | جانلوئیجی دوناروما | باشگاه فوتبال آ.ث. میلان  | ۱۲       | [ ۶۴ ] |
| ۴    | توماس استراکوشا    | باشگاه ورزشی لاتزیو       | ۱۱       | [ ۶۴ ] |
| ۴    | وویچیخ شتزنی       | باشگاه فوتبال یوونتوس     | ۱۱       | [ ۶۴ ] |
| ۶    | امیل آئودرو        | باشگاه فوتبال سمپدوریا    | ۹        | [ ۶۴ ] |
| ۶    | مارکو سیلوستری     | باشگاه فوتبال هلاس ورونا  | ۹        | [ ۶۴ ] |
| ۸    | بارتومی درانگوفسکی | باشگاه فوتبال فیورنتینا   | ۸        | [ ۶۴ ] |
| ۸    | پیرلوئیجی گولینی   | باشگاه فوتبال آتالانتا    | ۸        | [ ۶۴ ] |
| ۱۰   | سالواتوره سیریگو   | باشگاه فوتبال تورینو      | ۷        | [ ۶۴ ] |

## جوایز
| ماه     | بازیکن               | باشگاه    | منبع   |
| ------- | -------------------- | --------- | ------ |
| سپتامبر | فرانک ریبری          | فیورنتینا | [ ۶۶ ] |
| اکتبر   | چیرو ایموبیله        | لاتزیو    | [ ۶۷ ] |
| نوامبر  | رجا ناینگولان        | کالیاری   | [ ۶۸ ] |
| دسامبر  | سرگی میلینکویچ-ساویچ | لاتزیو    | [ ۶۹ ] |
| ژانویه  | کریستیانو رونالدو    | یوونتوس   | [ ۷۰ ] |
| فوریه   | لوئیس آلبرتو رومرو   | لاتزیو    | [ ۷۱ ] |
| ژوئن    | آلخاندرو داریو گومز  | آتالانتا  | [ ۷۲ ] |
| ژوئیه   | پائولو دیبالا        | یوونتوس   | [ ۷۳ ] |

| جایزه               | برنده               | باشگاه      | منبع                 |
| ------------------- | ------------------- | ----------- | -------------------- |
| باارزش‌ترین بازیکن   | پائولو دیبالا       | یوونتوس     | [ ۷۴ ] [ ۷۵ ] [ ۷۶ ] |
| بهترین بازیکن جوان  | دیان کولوسوسکی      | پارما       | [ ۷۴ ] [ ۷۵ ] [ ۷۶ ] |
| بهترین دروازه‌بان    | وویچیخ شتزنی        | یوونتوس     | [ ۷۴ ] [ ۷۵ ] [ ۷۶ ] |
| بهترین مدافع        | استفان د فرای       | اینتر میلان | [ ۷۴ ] [ ۷۵ ] [ ۷۶ ] |
| بهترین بازیکن میانی | آلخاندرو داریو گومز | آتالانتا    | [ ۷۴ ] [ ۷۵ ] [ ۷۶ ] |
| بهترین مهاجم        | چیرو ایموبیله       | لاتزیو      | [ ۷۴ ] [ ۷۵ ] [ ۷۶ ] |

## نقل و انتقالات

### گرانترین نقل و انتقالات تابستانی
| بازیکن               | باشگاه مقصد               | باشگاه مبدا                   | قیمت (€)   | منبع   |
| -------------------- | ------------------------- | ----------------------------- | ---------- | ------ |
| ماتیس دی لیخت        | باشگاه فوتبال یوونتوس     | باشگاه فوتبال آژاکس آمستردام  | ۸۵٫۵۰۰٫۰۰۰ | [ ۷۷ ] |
| روملو لوکاکو         | باشگاه فوتبال اینتر میلان | باشگاه فوتبال منچستر یونایتد  | ۶۵٫۰۰۰٫۰۰۰ | [ ۷۷ ] |
| ایروینگ لوزانو       | باشگاه فوتبال ناپولی      | باشگاه فوتبال پی‌اس‌وی آیندهوون | ۳۸٫۰۰۰٫۰۰۰ | [ ۷۷ ] |
| دانیلو               | باشگاه فوتبال یوونتوس     | باشگاه فوتبال منچستر سیتی     | ۳۷٫۰۰۰٫۰۰۰ | [ ۷۷ ] |
| کوستاس مانولاس       | باشگاه فوتبال ناپولی      | باشگاه فوتبال آ.اس. رم        | ۳۶٫۰۰۰٫۰۰۰ | [ ۷۷ ] |
| لئوناردو اسپیناتزولا | باشگاه فوتبال آ.اس. رم    | باشگاه فوتبال یوونتوس         | ۲۹٫۵۰۰٫۰۰۰ | [ ۷۷ ] |
| کریستین رومرو        | باشگاه فوتبال یوونتوس     | باشگاه فوتبال جنوآ            | ۲۶٫۰۰۰٫۰۰۰ | [ ۷۷ ] |
| رافائل لئائو         | باشگاه فوتبال آ.ث. میلان  | باشگاه فوتبال لیل             | ۲۵٫۰۰۰٫۰۰۰ | [ ۷۷ ] |
| فرانک کسیه           | باشگاه فوتبال آ.ث. میلان  | باشگاه فوتبال آتالانتا        | ۲۴٫۰۰۰٫۰۰۰ | [ ۷۷ ] |
| پائو                 | باشگاه فوتبال آ.اس. رم    | باشگاه فوتبال رئال بتیس       | ۲۳٫۵۰۰٫۰۰۰ | [ ۷۷ ] |

## ترکیب تیم قهرمان یوونتوس
درجدول زیر تعداد بازی‌ها و گل‌های هر بازیکن در پرانتز آمده‌است. (گل‌ها/بازی‌ها)
فقط بازیکنانی که در طول فصل مورد استفاده قرار گرفتند ذکر شده‌اند.
| ۱.             | باشگاه فوتبال یوونتوس | ترکیب اصلی (۳-۳-۴)                                                                |
| -------------- | --- | --------------------------------------------------------------------------------- |
| Juventus Turin | - دروازه‌بان‌ها: جانلوئیجی بوفون (۹/۰)؛ کارلو پینسولیو (۱/۰)؛ وویچیخ شتزنی (۲۹/۰) - مدافعان: آلکس ساندرو (۲۹/۱)؛ لئوناردو بونوچی (۳۵/۳)؛ جورجو کیه‌لینی (۴/۱)؛ دنیلو (۲۲/۲)؛ مریه دمیرال (۶/۱)؛ جانلوکا فرابوتا (۱/۰)؛ ماتیس دی لیخت (۲۹/۴)؛ دنیله روگانی (۱۰/۰)؛ ماتیا د شیلیو (۹/۰) - بازیکنان میانی: رودریگو بنتنکور (۳۰/۰)؛ سامی خدیرا (۱۲/۰)؛ بلز ماتویدی (۳۵/۰)؛ سیمونه موراتوره (۴/۰)؛ داودا پیترز (۱/۰)؛ میرالم پیانیچ (۳۰/۳)؛ آدرین رابیو (۲۸/۱)؛ آرون رمزی (۲۴/۳)؛ لوکا زانیماکیا (۲/۰) - مهاجمان: فدریکو برناردسکی (۲۹/۱)؛ کریستیانو رونالدو (۳۳/۳۱)؛ خوان کوادرادو (۳۳/۲)؛ داگلاس کاستا (۲۳/۱)؛ پائولو دیبالا (۳۳/۱۱)؛ گونسالو ایگواین (۳۲/۸)؛ مارکو اولیویری (۳/۰)؛ جاکومو ویرونی (۱/۰) - سرمربی: مائوریتسیو ساری | شتزنی بونوچی دی‌لیخت ساندرو کوادرادو پیانیچ ماتویدی بنتنکور رونالدو دیبالا ایگواین |
| Juventus Turin | - امره جان (۸/۰) در تعطیلات زمستانی باشگاه را ترک کرد. | شتزنی بونوچی دی‌لیخت ساندرو کوادرادو پیانیچ ماتویدی بنتنکور رونالدو دیبالا ایگواین |

## یادداشت
1. ↑  بازی در پارما برگزار شد.
2. ↑  از ابتدای شروع رقابت‌ها در ۸ مارس ۲۰۲۰، به دلیل شیوع کروناویروس در ایتالیا، تمامی بازی‌ها در پشت درهای بسته و بدون حضور تماشاگران برگزار شد.[۲][۳]
3. 1 2  آتالانتا با توجه به امتیازات بیشتر در بازی‌های رو در رو بالاتر از لاتزیو به کار خود پایان داد: لاتزیو ۳–۳ آتالانتا، آتالانتا ۳–۲ لاتزیو.
4. ↑  ناپولی با قهرمانی در کوپا ایتالیا ۲۰-۲۰۱۹ به مرحله گروهی لیگ اروپا راه یافت.
5. 1 2 3  رتبه این سه تیم با توجه به امتیازات در بازی‌های رو در رو تعیین شد؛ هلاس ورونا: ۱۰ امتیاز، فیورنتینا: ۵ امتیاز، پارما: ۱ امتیاز.
6. 1 2  اودینزه با توجه به امتیازات بیشتر در بازی‌های رو در رو بالاتر از کالیاری قرار گرفت: اودینزه ۲–۱ کالیاری، کالیاری ۰–۱ اودینزه.